# Olympische Geschichte Estlands
| Gelbes Symbol für Goldmedaillen mit stilisierten Olympischen Ringen | Graues Symbol für Silbermedaillen mit stilisierten Olympischen Ringen | Braundes Symbol für Bronzemedaillen mit stilisierten Olympischen Ringen |
| ------------------------------------------------------------------- | --------------------------------------------------------------------- | ----------------------------------------------------------------------- |
| 14                                                                  | 11                                                                    | 19                                                                      |

Das NOK Estlands, das Eesti Olümpiakomitee, wurde 1923 gegründet und 1924 vom IOC anerkannt. Estland nahm von 1920 bis 1936 an Olympischen Spielen teil. 1912 gingen elf estnische Sportler für das Russische Kaiserreich an den Start. Von 1952 bis 1988 traten estnische Sportler für die sowjetische Olympiamannschaft an. Seit 1992 tritt Estland wieder mit einer eigenen Olympiamannschaft an. 1928 und 1936 nahmen estnische Wintersportler an Winterspielen teil. Erst mit der eigenen estnischen Olympiamannschaft sind wieder estnische Wintersportler vertreten. Jugendliche Athleten nahmen an allen bislang ausgetragenen Jugendspielen im Sommer und im Winter teil.

## Austragungsort
Im Rahmen der Olympischen Sommerspiele 1980 in Moskau war die estnische Hauptstadt Tallinn der Austragungsort der Segelwettbewerbe.

## Geschichte der Teilnahmen

### Sommerspiele
Der erste Este, der bei Olympischen Spielen antrat, war am 29. Juni 1912 der Sportschütze Teotan Lebedew. Zehn weitere Sportler nahmen in Stockholm als Mitglieder der russischen Mannschaft teil. Der Ringer Martin Klein gewann im Mittelgewicht des griechisch-römischen Stils Silber und war somit der erste Este, der eine Olympiamedaille gewinnen konnte. Kleins Kampf gegen den Finnen Alfred Asikainen dauerte elf Stunden und 40 Minuten und war erst am späten Abend nach einer Entscheidung der Kampfrichter beendet. Klein verzichtete auf einen Kampf um Gold am nächsten Tag gegen den Schweden Claes Johanson. Eine Bronzemedaille gewann der Segler Ernst Brasche als Mannschaftsmitglied des Bootes Gallia II in der 10-Meter-Klasse. Ebenfalls Bronze gewann der Ruderer Mart Kuusik im Einer.

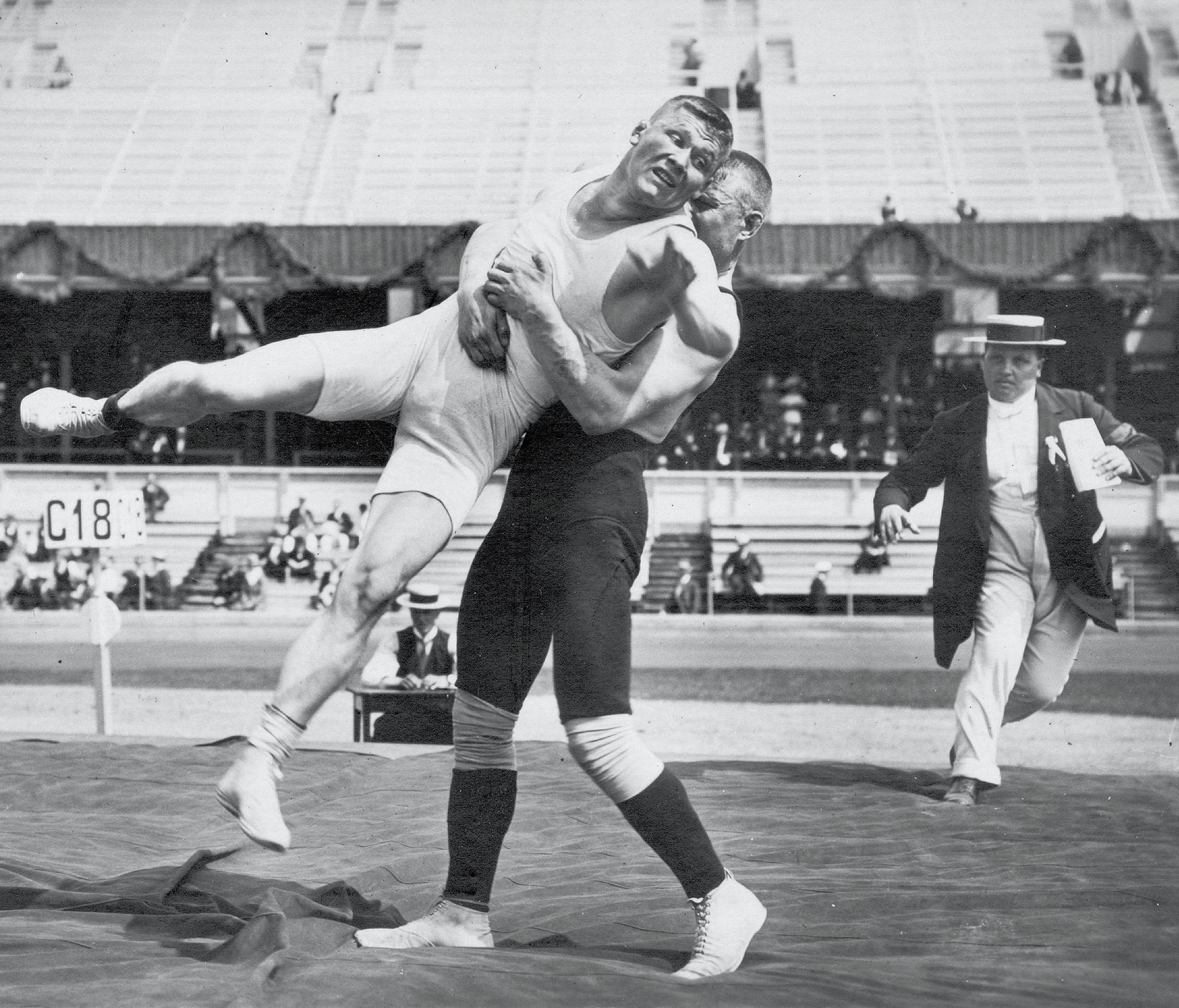
Martin Klein (rechts) im Kampf gegen Alfred Asikainen
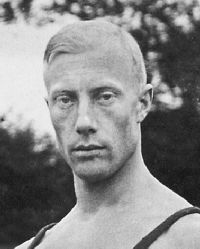
Der Geher Eduard Hermann
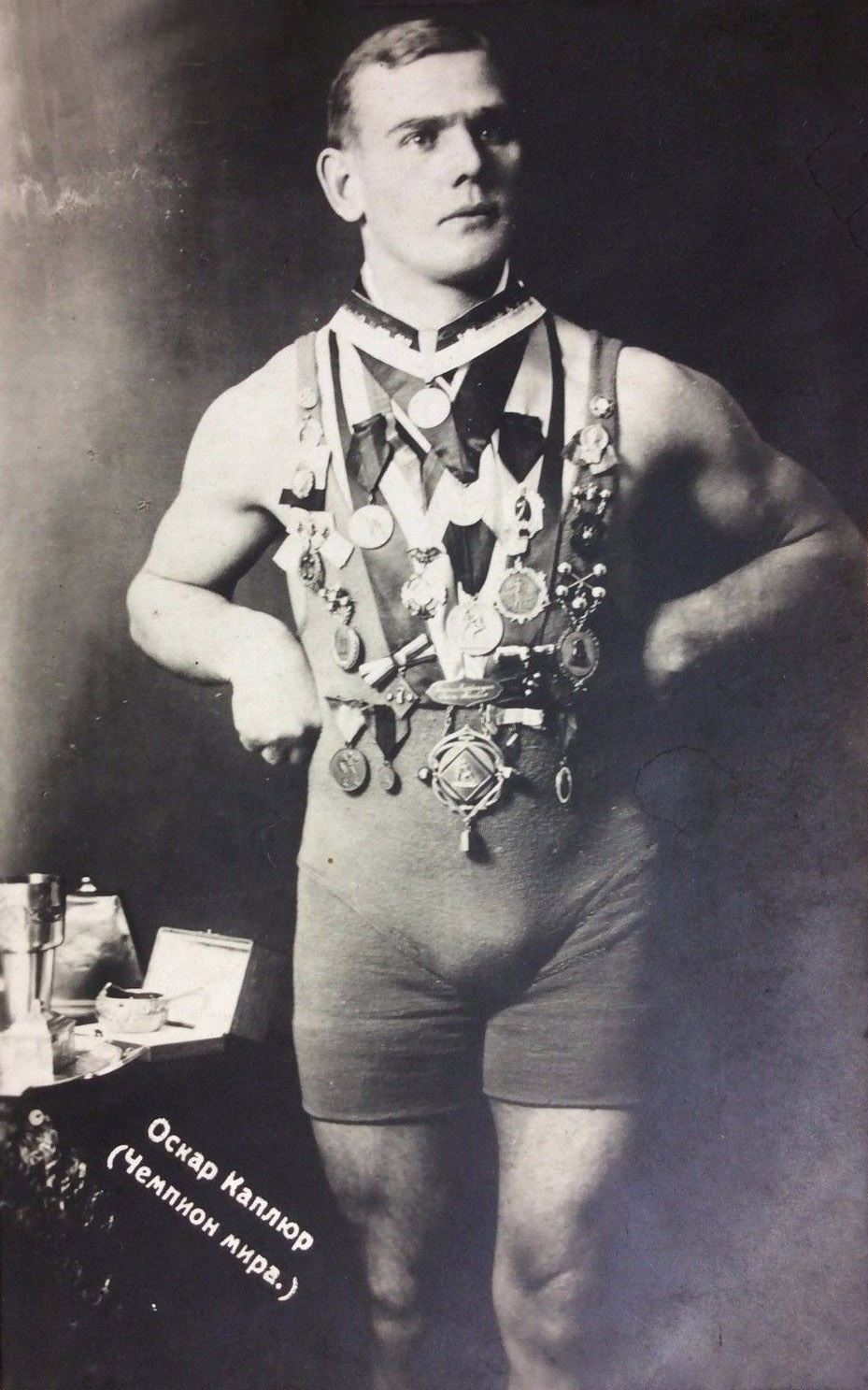
Der Ringer Oskar Kaplur

In Antwerpen 1920 ging erstmals eine estnische Olympiamannschaft an den Start. 14 Männer traten in der Leichtathletik, im Gewichtheben und im Ringen an. Bei folgenden Sommerspielen nahmen zudem Boxer und Fußballer (ab 1924), Segler (ab 1928), Ruderer, Schwimmer und Basketballer (ab 1936), Schießen, Bogenschießen, Kanusport, Radsport, Judo, Fechten, Moderner Fünfkampf und Tischtennis (ab 1992), Beach-Volleyball (ab 1996), Tennis und Triathlon (ab 2004) sowie Badminton und Turnen (ab 2008) teil.
Der erste Este, der sein Land bei Olympischen Spielen vertrat, war am 15. August 1920 der Mittelstreckenläufer Johannes Villemson. Im Marathonlauf gelang Jüri Lossmann am 22. August mit Silber der erste Medaillengewinn für Estland. Am 29. August gewann Alfred Schmidt ebenfalls Silber im Federgewicht des Gewichthebens. Am gleichen Tag wurde Alfred Neuland im Leichtgewicht der erste Olympiasieger in der estnischen Geschichte. Weitere vordere Platzierungen erreichten Aleksander Klumberg in der Leichtathletik mit Platz 5 im Speerwurf sowie Harald Tammer mit Platz 6 im Kugelstoßen.
Tammer trat 1924 zusätzlich auch im Gewichtheben an und konnte dort im Schwergewicht Bronze gewinnen. Im Mittelgewicht holten Alfred Neuland Silber und
Jaan Kikas Bronze. Im griechisch-römischen Ringen wurde Eduard Pütsep Olympiasieger im Bantamgewicht, im Mittelgewicht holte Roman Steinberg Bronze. Albert Kusnets erreichte im Leichtgewicht Platz 4. Aleksander Klumberg gewann im Zehnkampf Bronze.

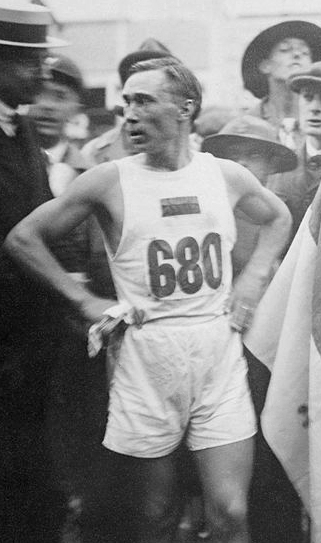
Jüri Lossmann, mit Silber im Marathon 1920 Estlands erster Medaillengewinner
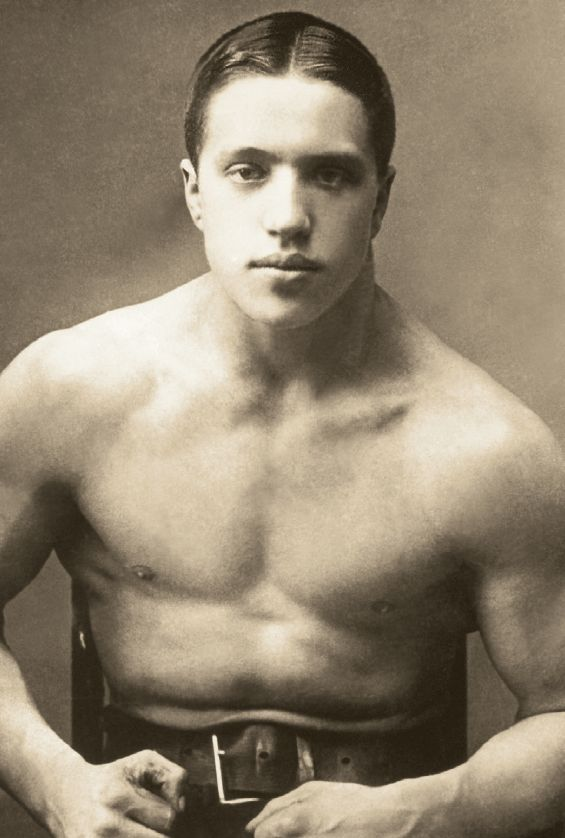
Alfred Neuland, erster Olympiasieger Estlands 1920
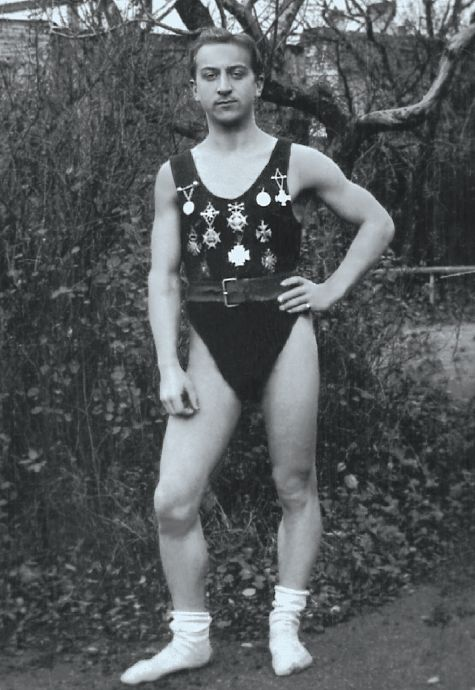
Alfred Schmidt, Silber 1920
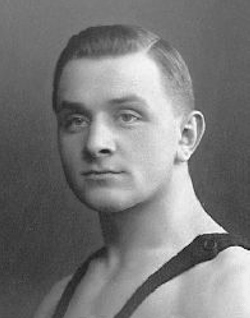
Eduard Pütsep, Olympiasieger 1924 im Ringen
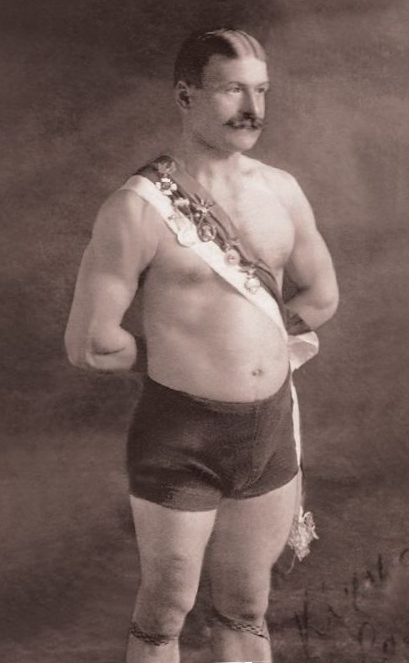
Jaan Kikas, Bronze 1924
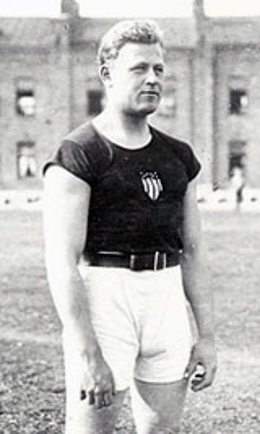
Harald Tammer, Bronze 1924 im Gewichtheben
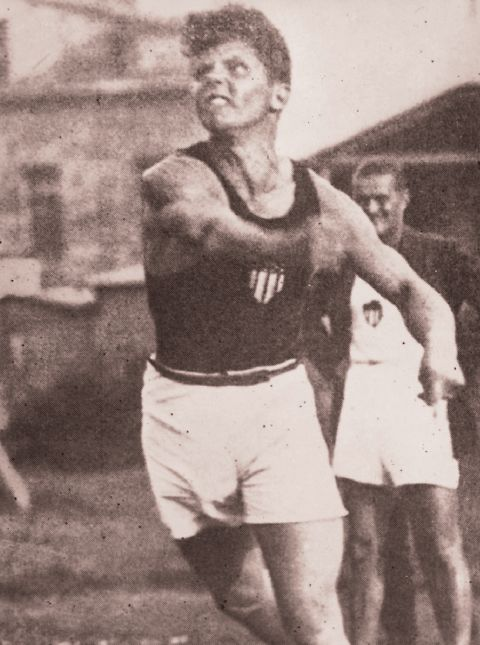
Der Zehnkämpfer Aleksander Klumberg gewann 1924 Bronze

Auch 1928 waren es die Ringer, die Goldmedaillen gewannen. Im griechisch-römischen Stil siegte Voldemar Väli im Federgewicht, Albert Kusnets holte Bronze im Mittelgewicht. Im Freistil wurde Osvald Käpp Olympiasieger im Leichtgewicht. Im Gewichtheben gewann Arnold Luhaäär Silber im Schwergewicht. Das estnische Boot Tutti V segelte in der 6-Meter-Klasse auf den Bronzerang. 1932 in Los Angeles nahmen nur zwei Athleten aus Estland teil, ein Ringer und ein Leichtathlet.
Wie schon 1928 gingen 1936 in Berlin die Goldmedaillen an die Ringer. Hier konnte der Schwergewichtler Kristjan Palusalu in beiden Stilarten Olympiasieger werden. Auch der Halbschwergewichtler August Neo gewann in beiden Stilarten Medaillen. Im Freistil gewann er Silber, im griechisch-römischen Stil Bronze. Voldemar Väli gewann zudem im Leichtgewicht Bronze. Im Weltergewicht belegte Edgar Puusepp Platz 4. Im Boxen gewann Nikolai Stepulow Silber im Leichtgewicht. Arnol Luhaäär holte im Schwergewicht des Gewichthebens Bronze.

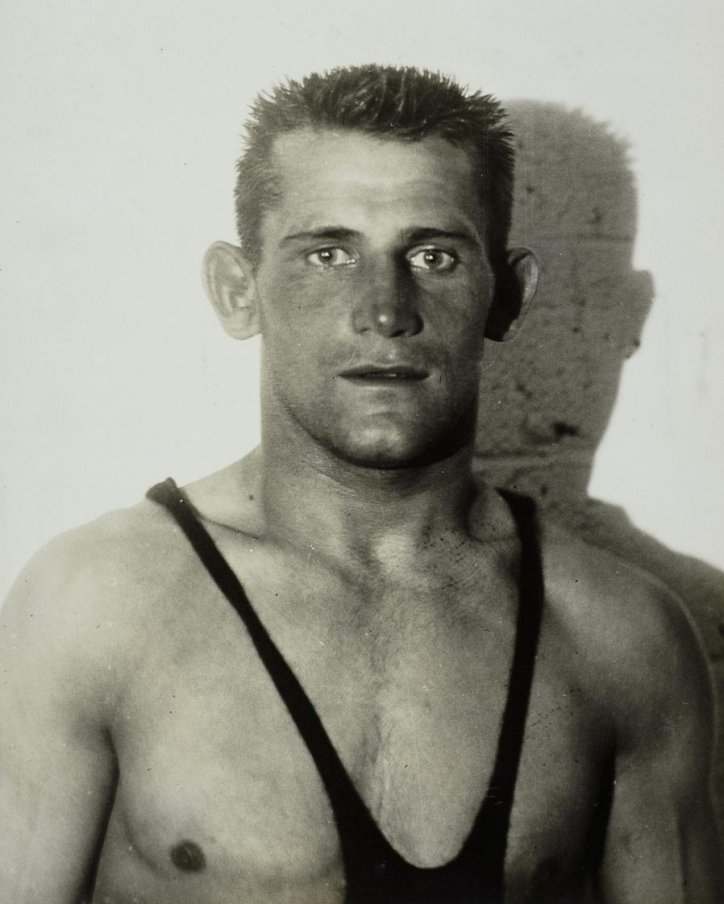
Voldemar Väli, Olympiasieger 1928 im Ringen, dazu Bronze 1936
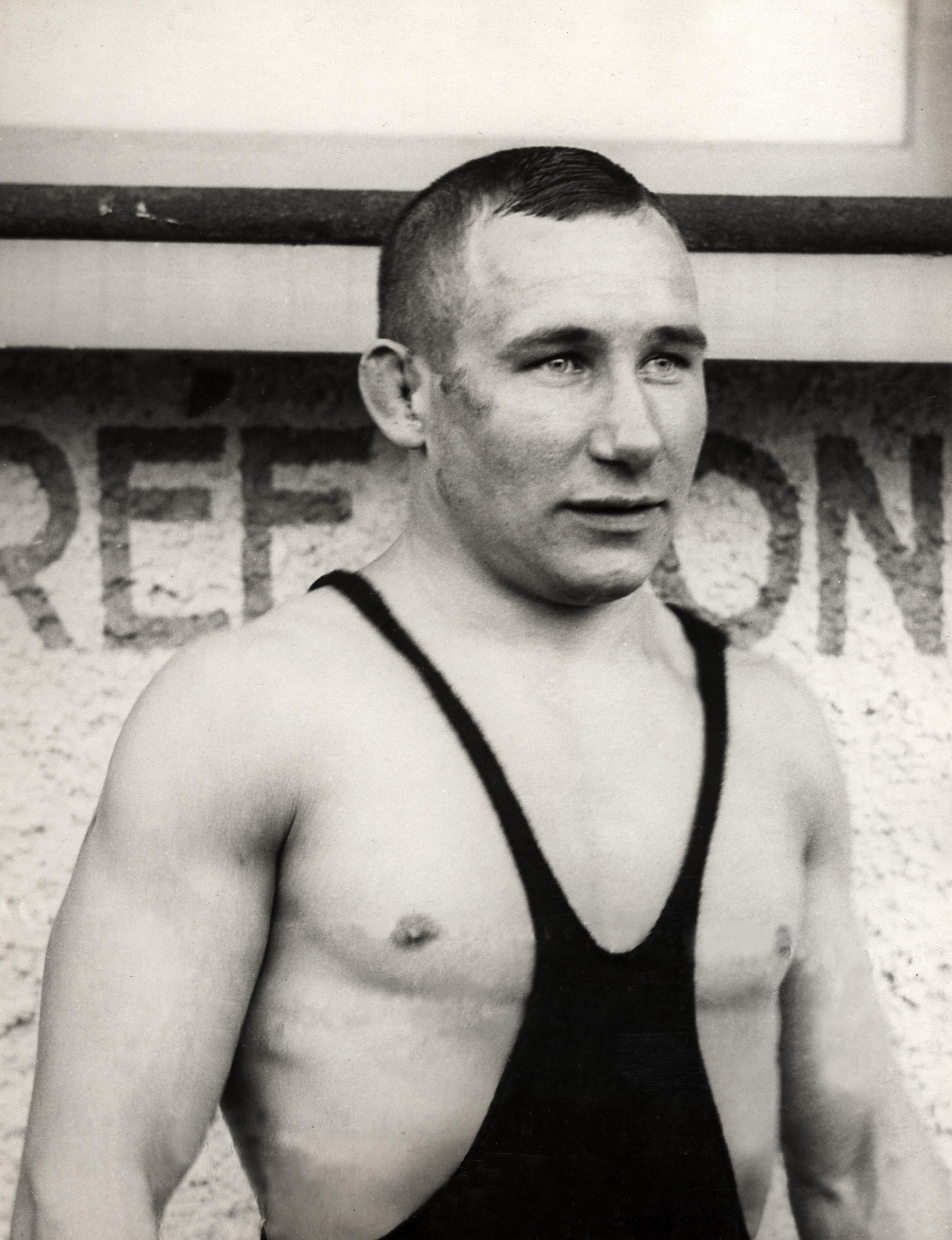
Osvald Käpp, Olympiasieger 1928 im Ringen
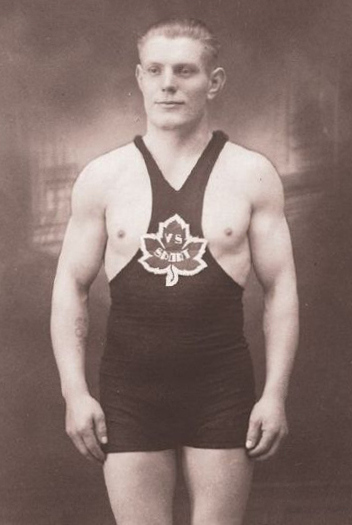
Albert Kusnets, Bronze 1928 im Ringen
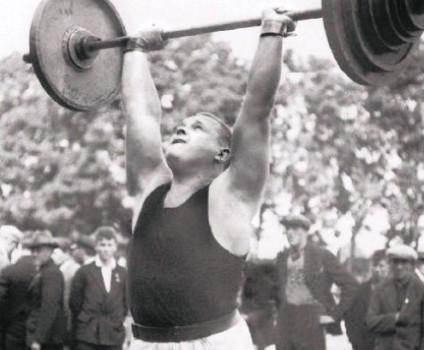
Arnold Luhaäär, Silber 1928 und Bronze 1936 im Gewichtheben
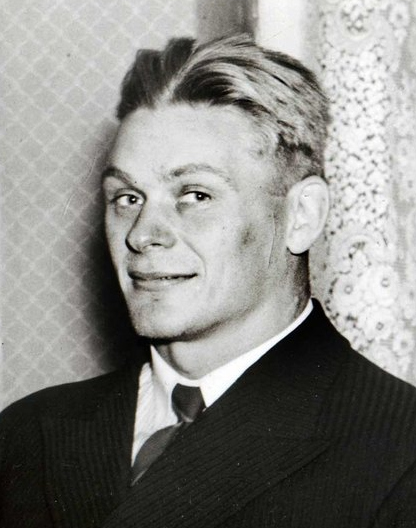
Kristjan Palusalu, Doppelolympiasieger im Ringen 1936
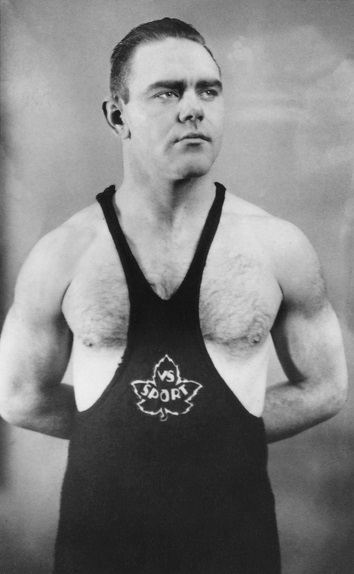
August Neo, Silber und Bronze 1936 im Ringen

Von 1952 an nahmen estnische Sportler als Mitglieder der sowjetischen Olympiamannschaften teil. Nach dem Zusammenbruch der Sowjetunion 1991 wurde Estland wieder unabhängig und nahm von da an wieder mit einer eigenen Mannschaft an Olympischen Spielen teil. In Barcelona traten erstmals bei Sommerspielen estnische Sportlerinnen an. Die ersten Frauen des Landes bei Sommerspielen waren am 27. Juli 1992 die Seglerin Krista Kruuv und die Sportschützin Inna Rose. Die erste Medaille einer Frau überhaupt, gleichzeitig der erste Olympiasieg einer Frau, gelang der Radrennfahrerin Erika Salumäe, die im Sprint gewann. Salumäe hatte schon 1988 für die Sowjetunion in dieser Disziplin die Goldmedaille gewonnen. Die Zwillingsbrüder Tõnu und Toomas Tõniste gewannen im Segeln die Bronzemedaille mit dem 470er. In der Leichtathletik belegte der Hammerwerfer Jüri Tamm Platz 5. Der Fechter Kaido Kaaberma erreichte in der Einzelwertung mit dem Degen Platz 4. Ebenfalls Platz 4 erreichte im Rudern der Doppelzweier der Männer. Im Einer wurde Jüri Jaanson Fünfter.
1996 blieben die estnischen Sportler ohne Medaillen. Der Zehnkämpfer Erki Nool belegte Platz 6. Die gleiche Platzierung erreichte Erika Salumäe im Radsprint. Im Fechten belegten beide Degenmannschaften jeweils den fünften Platz. Im Einzel erreichte Kaido Baaberma Platz 7. Der moderne Fünfkämpfer Imre Tiidemann wurde ebenfalls Siebter, ebenso der Sportschütze Andrei Ineschin im Skeetschießen. Erst 2000 in Sydney konnten wieder Medaillengewinne gefeiert werden. Erki Nool wurde Olympiasieger im Zehnkampf. Im Judo gewannen Aleksei Budõlin im Halbmittelgewicht und Indrek Pertelson im Schwergewicht jeweils Bronze. Im Rudern wurde Jüri Jaanson Sechster im Einer. Im griechisch-römischen Ringen belegte Waleri Nikitin Platz 4 im Weltergewicht.
2004 in Athen wiederholte Indrek Pertelson seine Bronzemedaille im Judo-Schwergewicht. Der Ruderer Jüri Jaanson gewann im Einer Silber, der Doppelzweier wurde Vierter. Aleksander Tammert holte im Diskuswurf Bronze, nachdem der ursprüngliche Sieger, der Ungar Róbert Fazekas, wegen Dopings disqualifiziert wurde. Im Speerwurf belegte Andrus Värnik Platz 6.

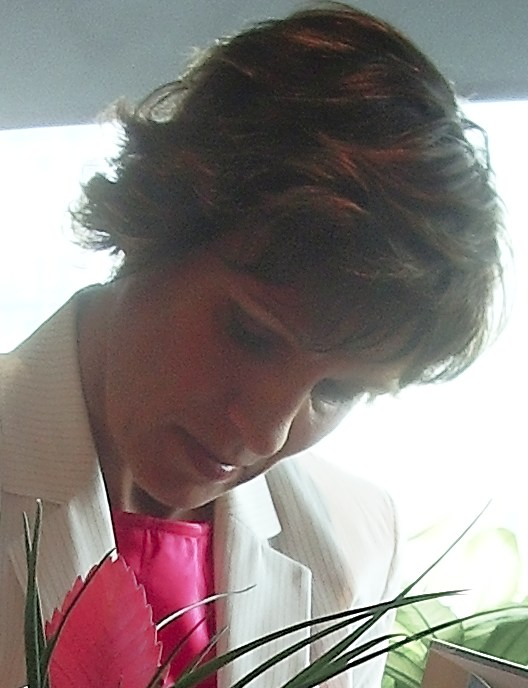
Erika Salumäe, Olympiasiegerin von 1992 im Radsprint im Jahr 2009
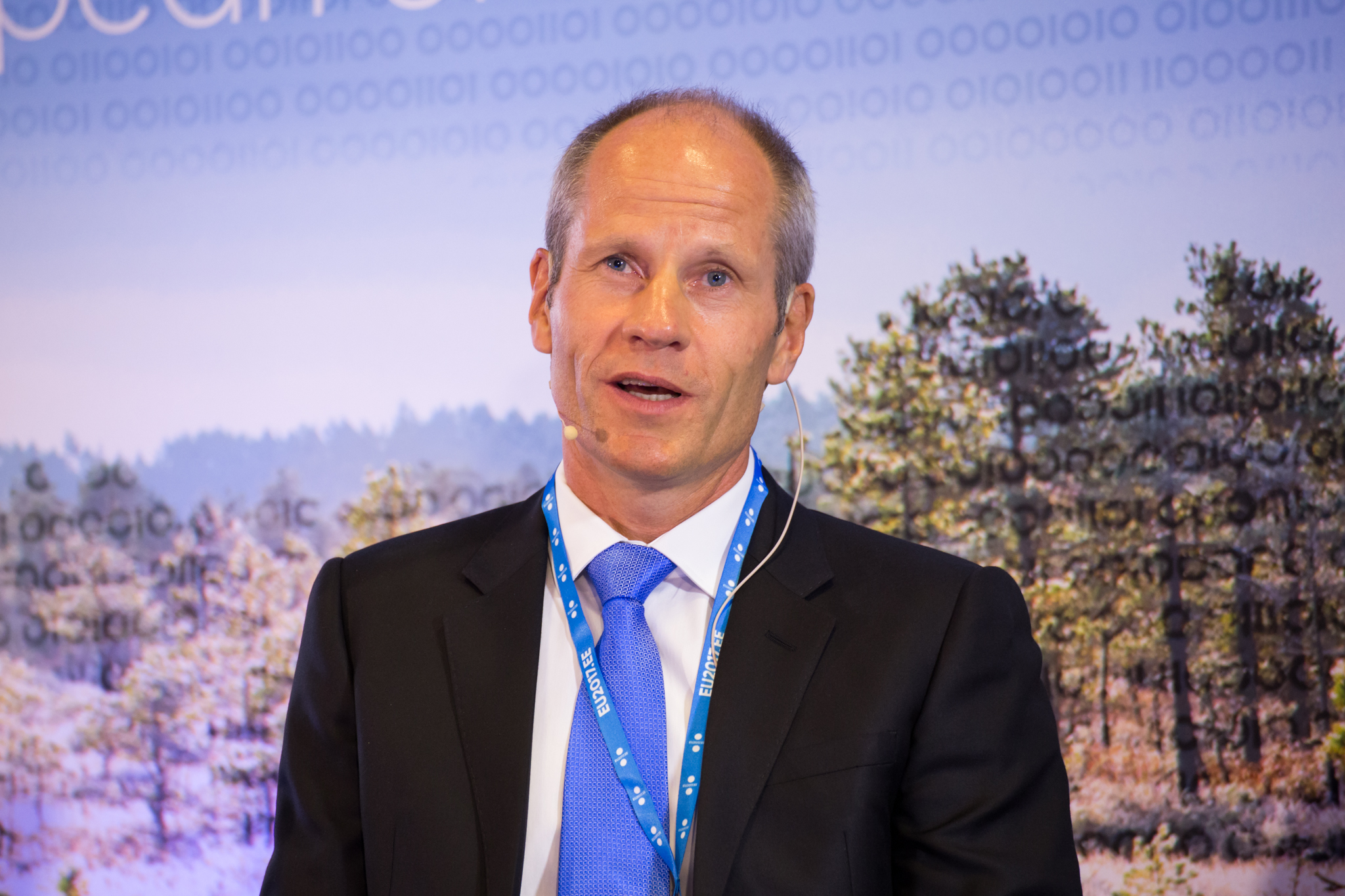
Tõnu Tõniste …
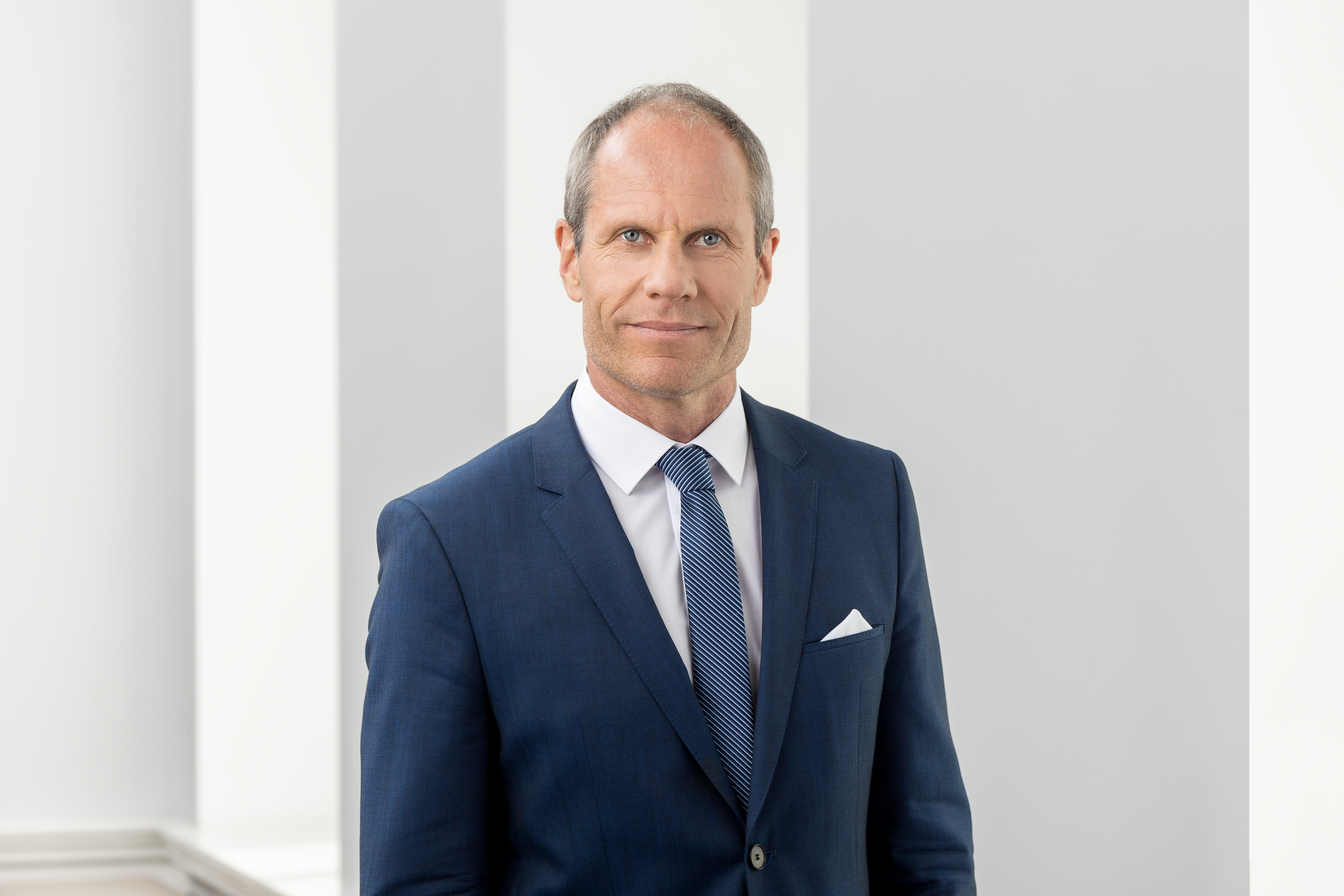
… und sein Zwillingsbruder Toomas gewannen Bronze 1992 im Segeln (2017)
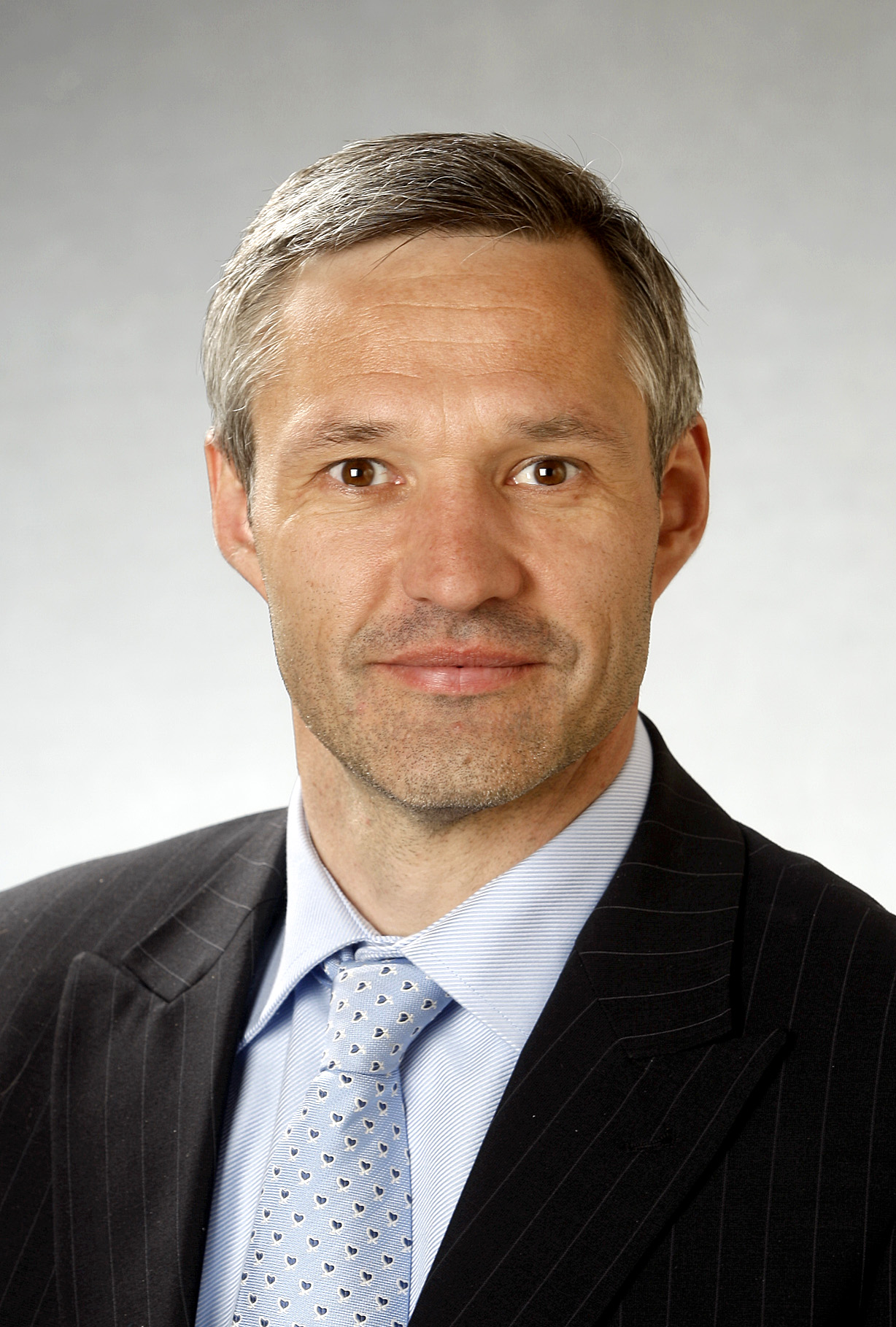
Erki Nool, Zehnkampf-Olympiasieger 2000
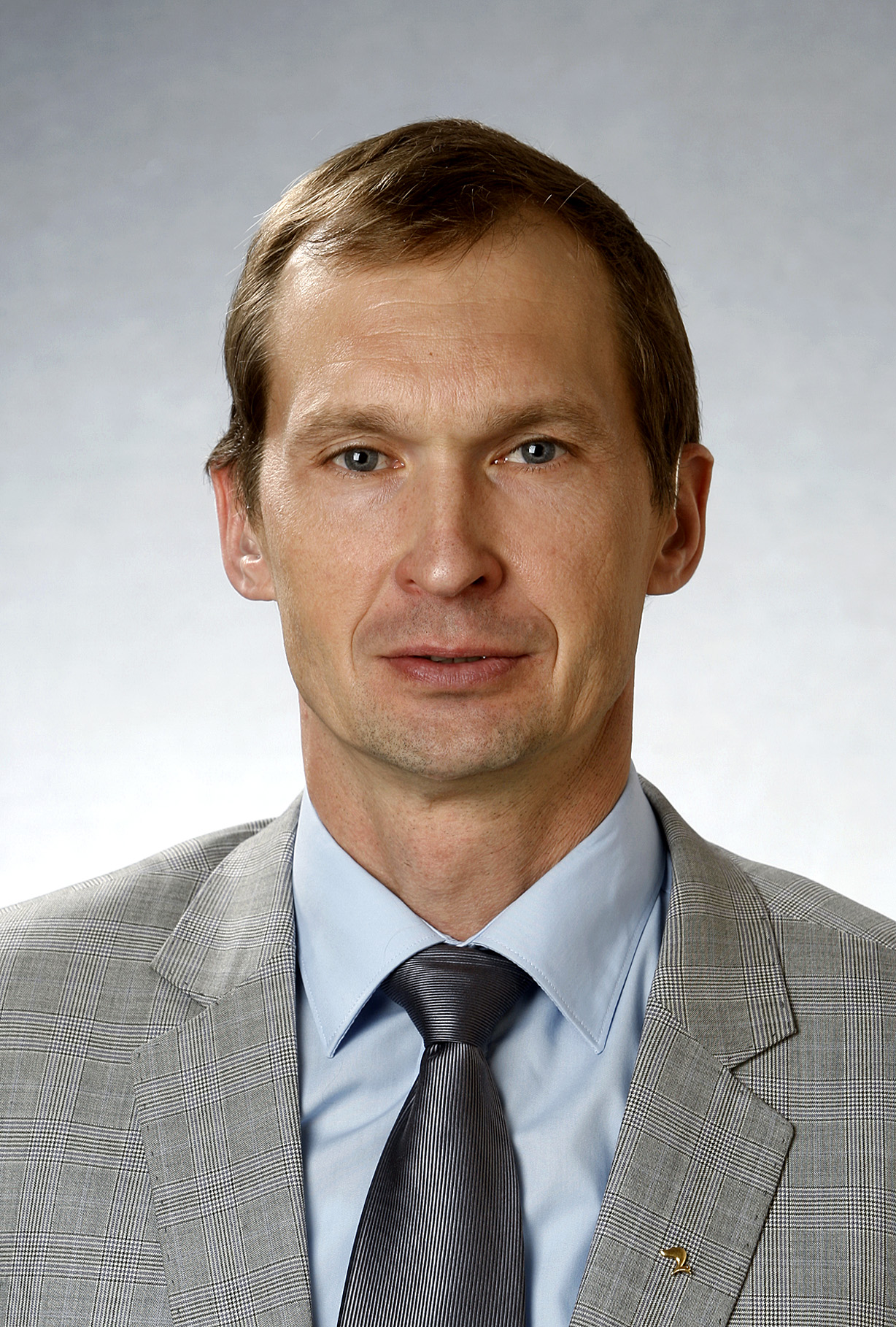
Jüri Jaanson, Silber 2004 im Rudern
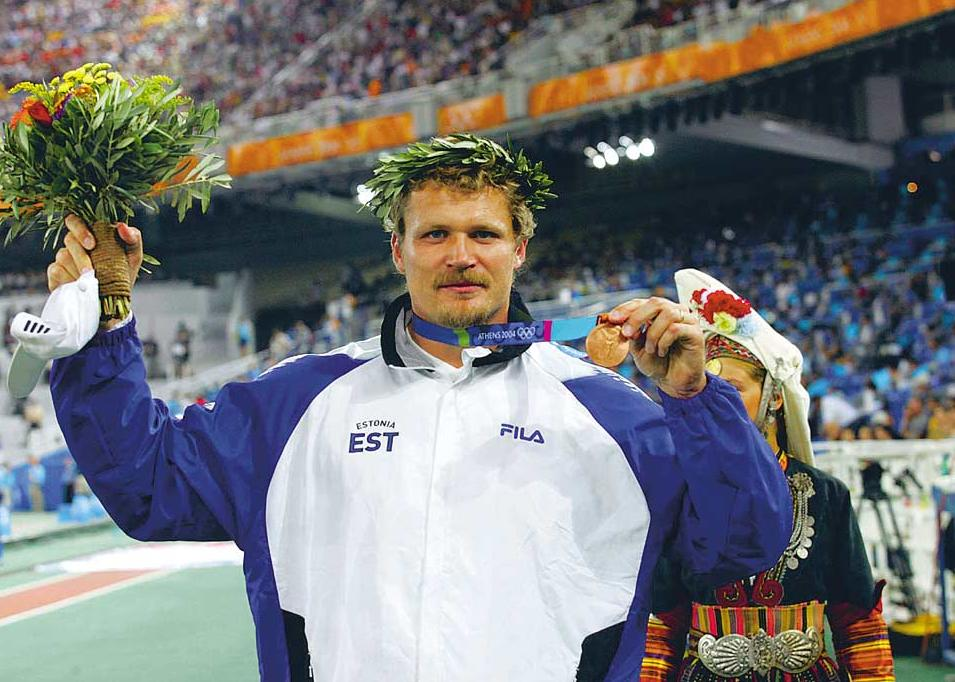
Aleksander Tammert, Bronze 2004 im Diskuswurf
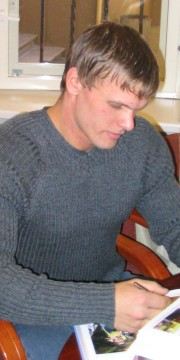
Der Speerwerfer Andrus Värnik

In Peking 2008 wurde Gerd Kanter Olympiasieger im Diskuswurf. Im Rudern holte der Doppelzweier Silber. Kanter konnte 2012 in London noch einmal die Bronzemedaille gewinnen. Der Ringer Heiki Nabi gewann im Superschwergewicht des griechisch-römischen Stils Silber. Im Rudern erreichte der Doppelvierer Platz 4. Der Doppelvierer sorgte dann 2016 für den einzigen Medaillengewinn Estlands in Rio de Janeiro. In der Leichtathletik wurde Rasmus Mägi Sechster über 400 Meter Hürden. Im Diskuswurf belegten Martin Kupper Platz 4 und Gerd Kanter Platz 5. Bei den Frauen erreichte die Weitspringerin Ksenija Balta Platz 6. Im Fechten belegte das Degenteam der Frauen Platz 4. Der Gewichtheber Mart Seim wurde Siebter im Superschwergewicht. Heiki Nabi belegte im griechisch-römischen Ringen Platz 5 im Superschwergewicht.

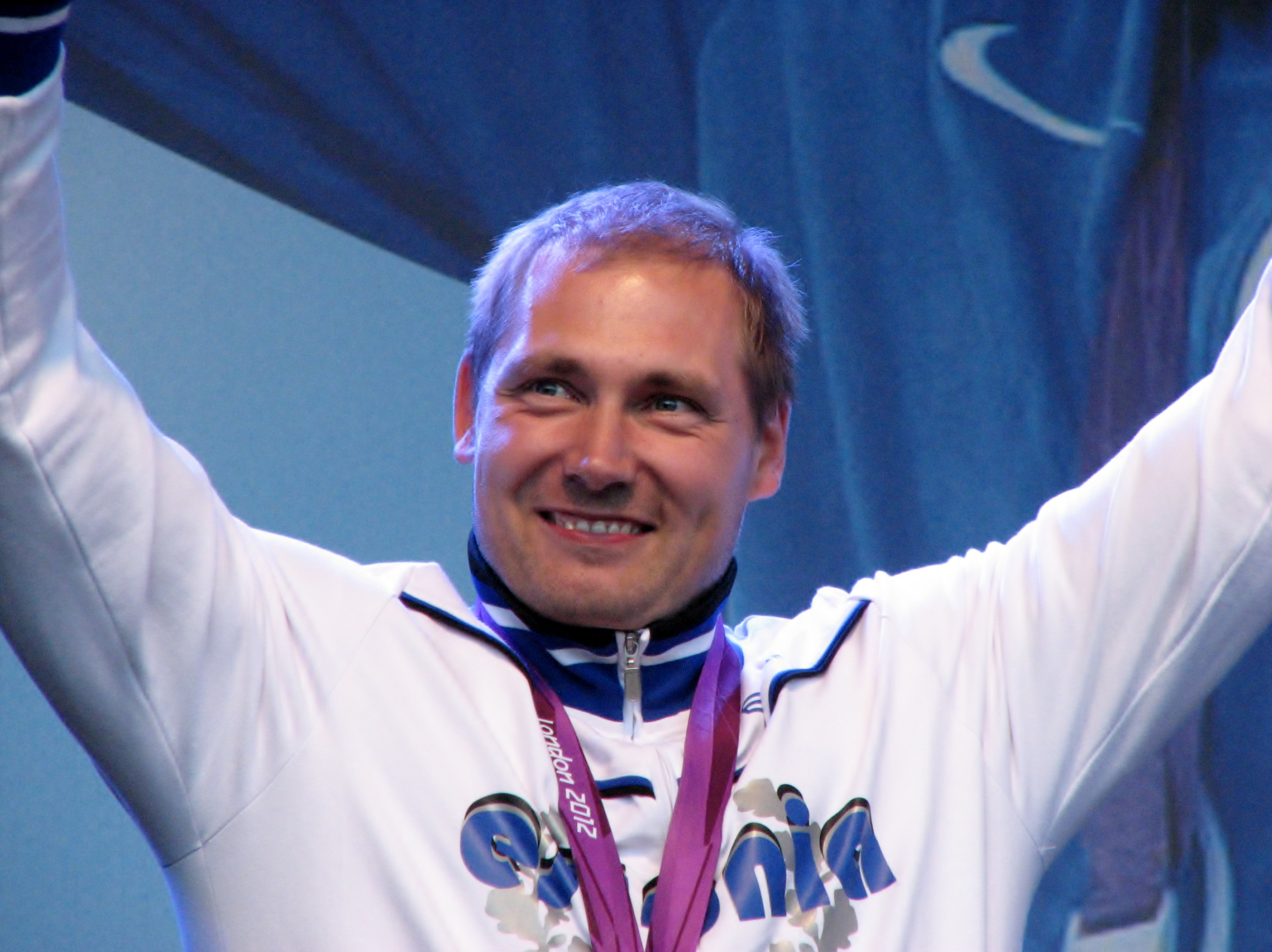
Gerd Kanter, Olympiasieg 2008 und Bronze 2012 im Diskuswurf
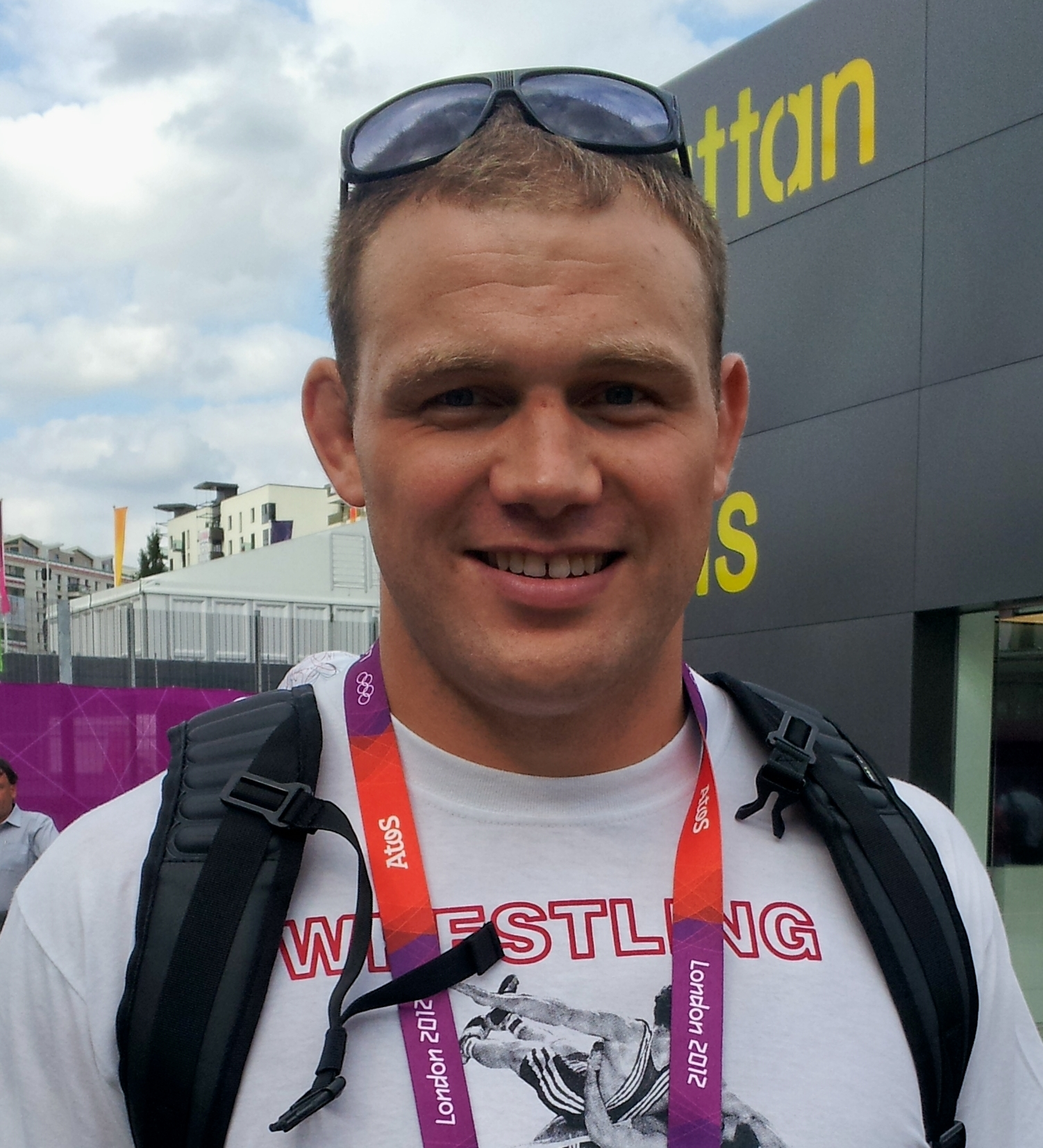
Heiki Nabi, Silber 2012 im Ringen
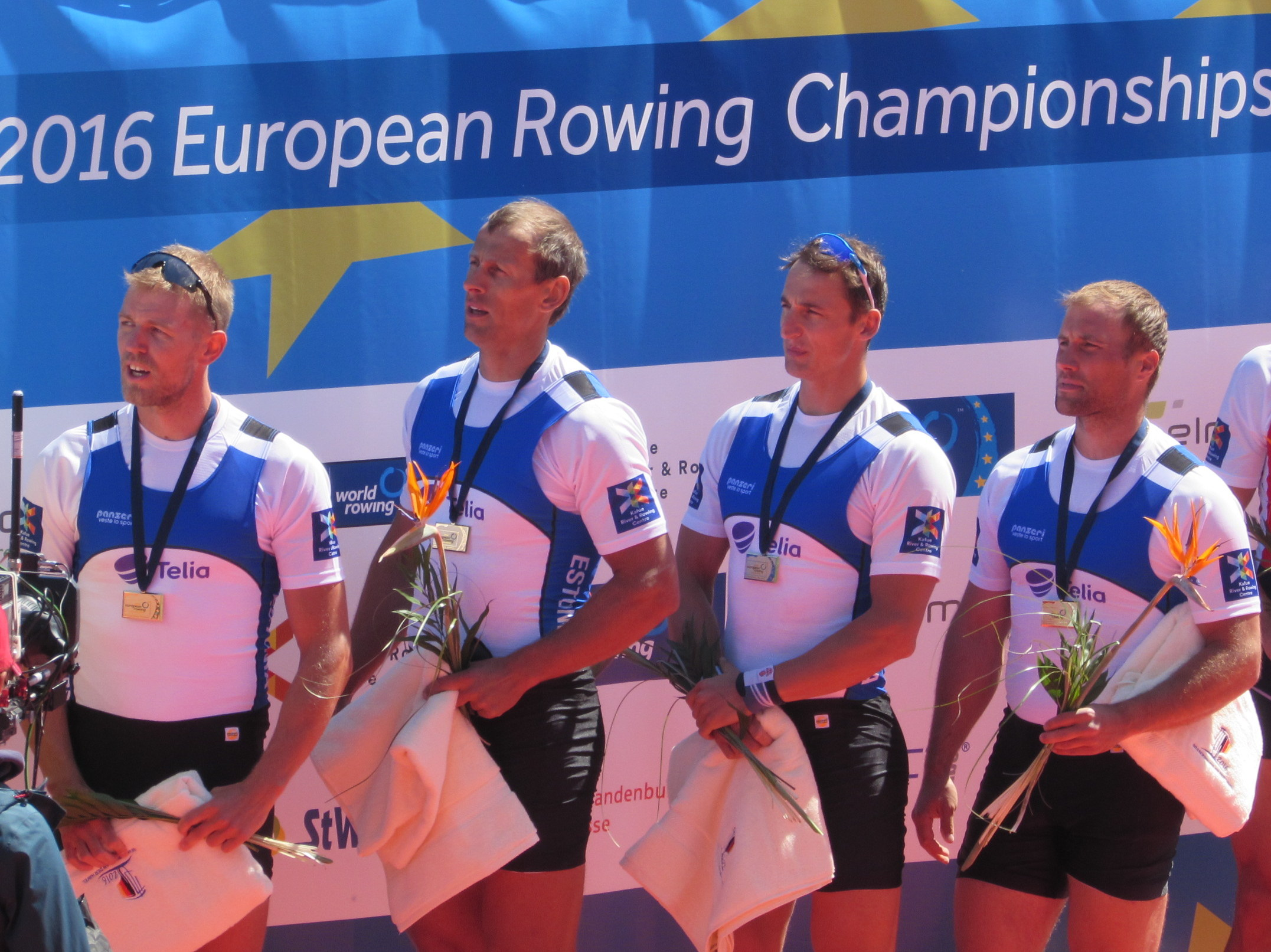
Der Doppelvierer (Bronze 2016) bei den Europameisterschaften 2016 (v. l. n. r.): Taimsoo, Endrekson, Raja, Jämsä
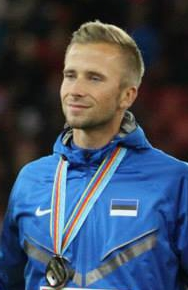
Der Hürdensprinter Rasmus Mägi
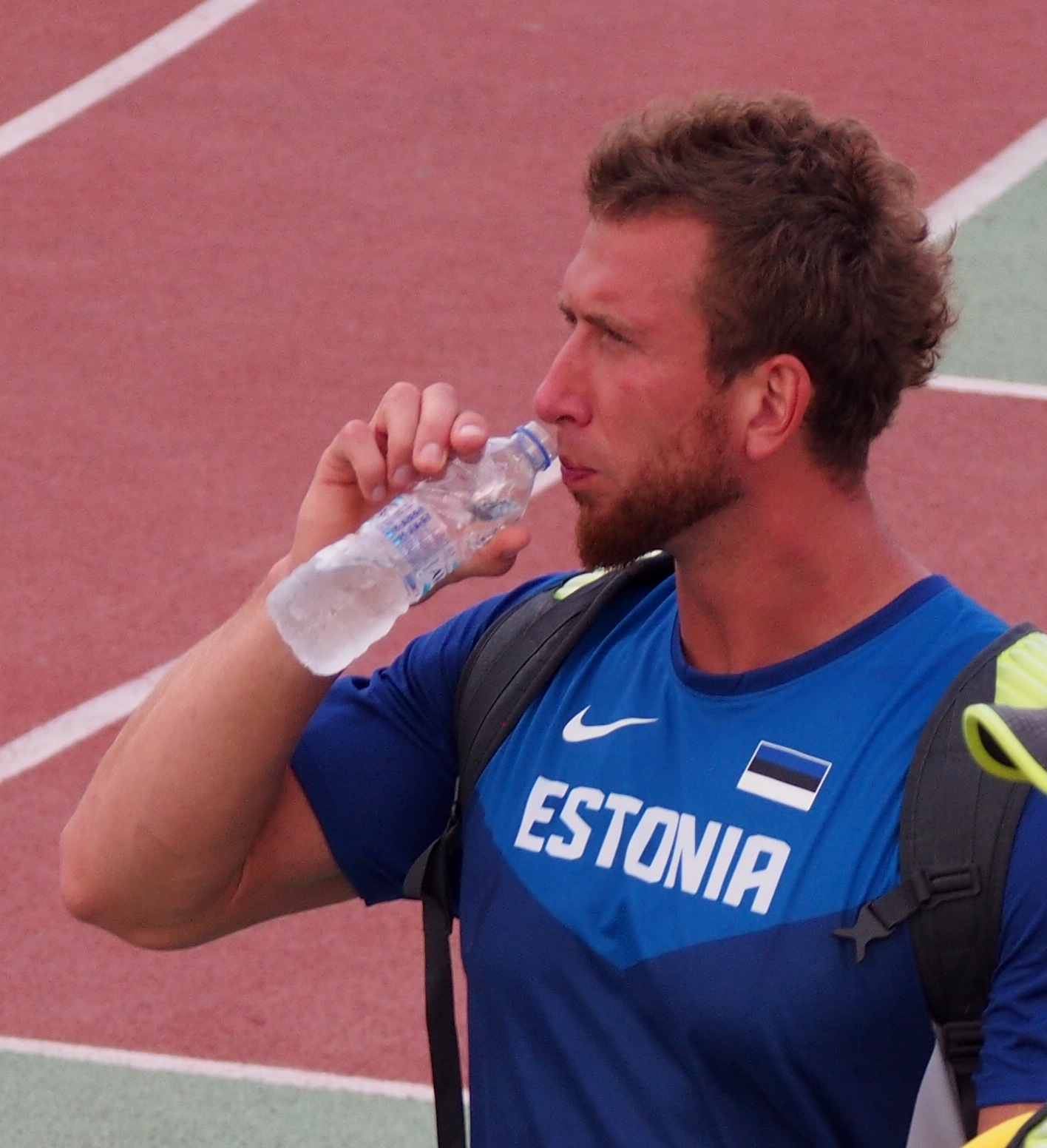
Martin Kupper, Diskuswurf
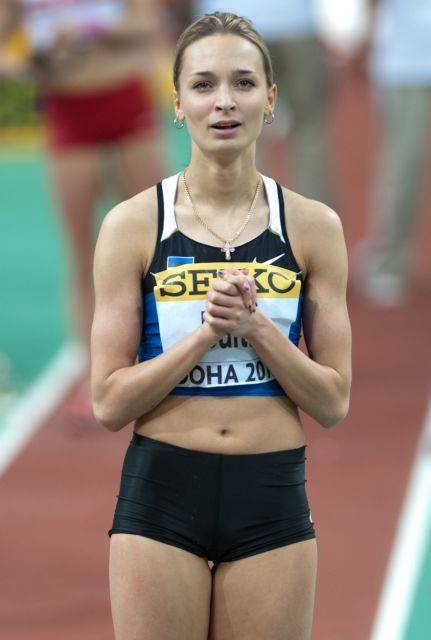
Ksenija Balta beim Weitsprung

### Winterspiele
Die ersten Wintersportler nahmen 1928 in St. Moritz im Eisschnelllauf teil. Bei Winterspielen traten estnische Sportler in der Folge in den Sportarten Skilanglauf, Eiskunstlauf und alpiner Skisport (ab 1936), Biathlon und Nordische Kombination (ab 1992), Rodeln (ab 1994) sowie Skispringen (ab 2002) teil. Am 7. Februar 1936 ging mit der Skirennläuferin Karin Peckert-Forsmann erstmals eine Frau bei Olympischen Spielen überhaupt an den Start.
Eine erste Topplatzierung gelang 1992 dem Kombinierer Allar Levandi mit Platz 6 in der Einzelwertung. 1994 wurde er mit der Mannschaft Vierter. In der Einzelwertung belegte Ago Markvardt Platz 5. 1998 wurde der Skilangläufer Jaak Mae Sechster über 10 Kilometer im klassischen Stil. Sein Landsmann Andrus Veerpalu wurde Achter.
2002 konnten dann die ersten Medaillen bei Winterspielen gewonnen werden. Andrus Veerpalu wurde mit seinem Sieg über 15 Kilometer im klassischen Stil erster estnischer Medaillengewinner und Olympiasieger bei Winterspielen. Jaak Mae gewann in diesem Renne zudem Bronze. Veerpalu gewann über 50 Kilometer klassisch Silber. Bei den Frauen belegte Kristina Šmigun-Vähi sowohl im Massenstart als auch über 30 Kilometer klassisch jeweils Platz 7.
2006 in Turin folgten drei Olympiasiege im Skilanglauf. Kristina Šmigun-Vähi siegte über 10 Kilometer klassisch und in der Verfolgung. Andrus Veerpalu siegte erneut über 15 Kilometer klassisch. Jaak Mae wurde Fünfter. 2010 gewann Kristina Šmigun-Vähi eine weitere Silbermedaille über 10 Kilometer im freien Stil. Andrus Veerpalu belegte über 50 Kilometer klassisch Platz 6.
Erst 2018 in Pyeongchang gab es wieder eine Topplatzierung. Die Eisschnellläuferin Saskia Alusalu wurde im Massenstart Vierte.

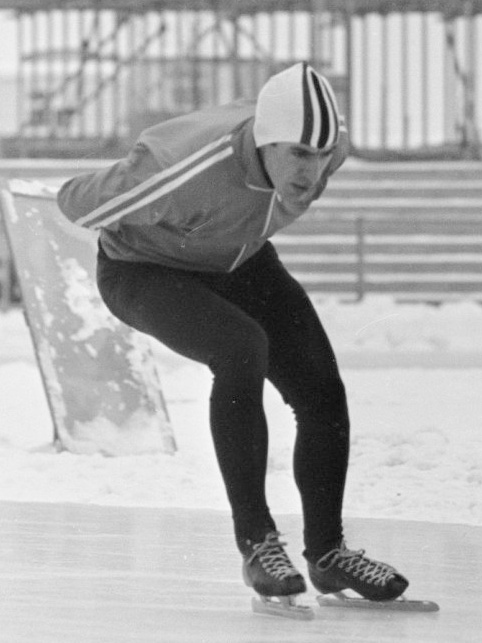
Ants Antson, ehemaliger Eisschnellläufer (Foto von 1966), Fahnenträger 1992
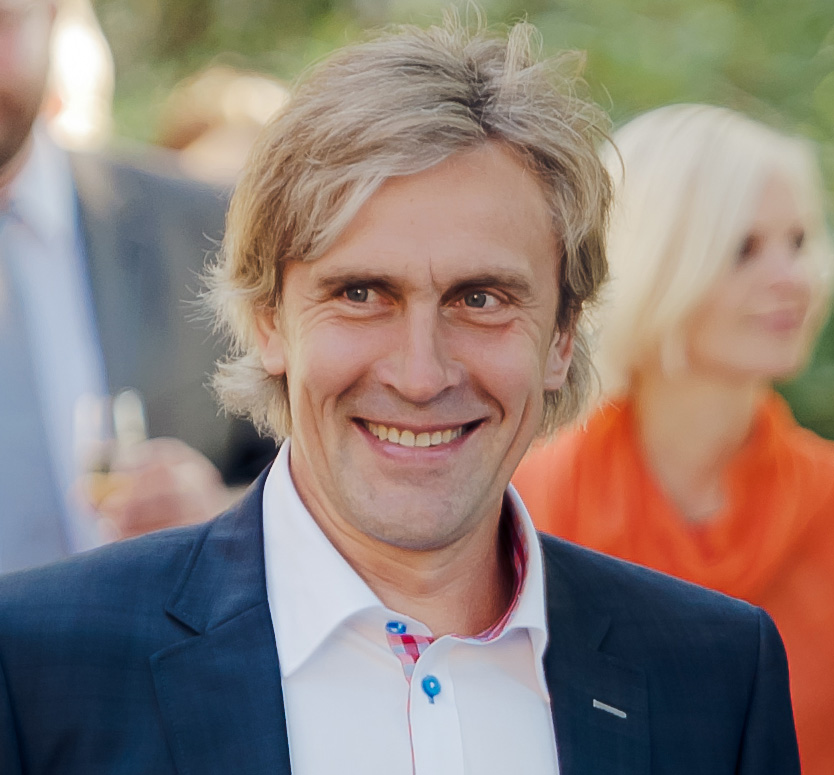
Der Nordisch Kombinierer Allar Levandi im Jahr 2012
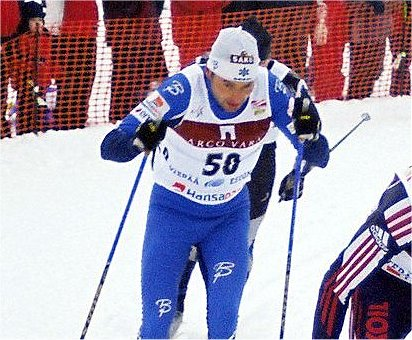
Andrus Veerpalu, Olympiasieg und Silber 2002, dazu Olympiasieg 2006, im Skilanglauf
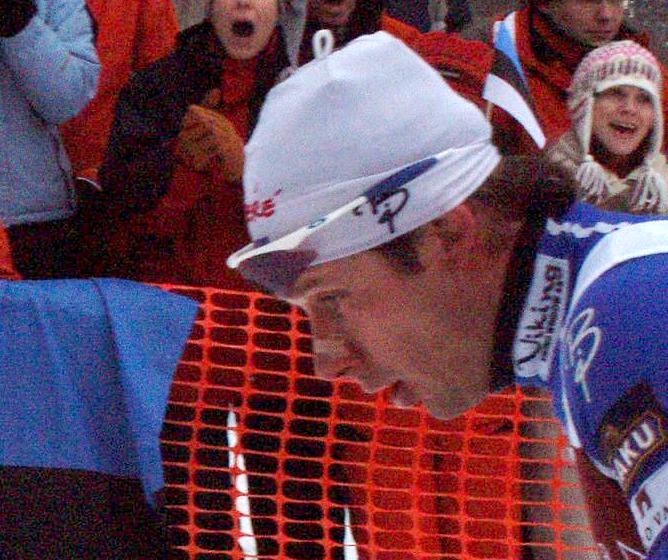
Jaak Mae, Bronze 2002 im Skilanglauf
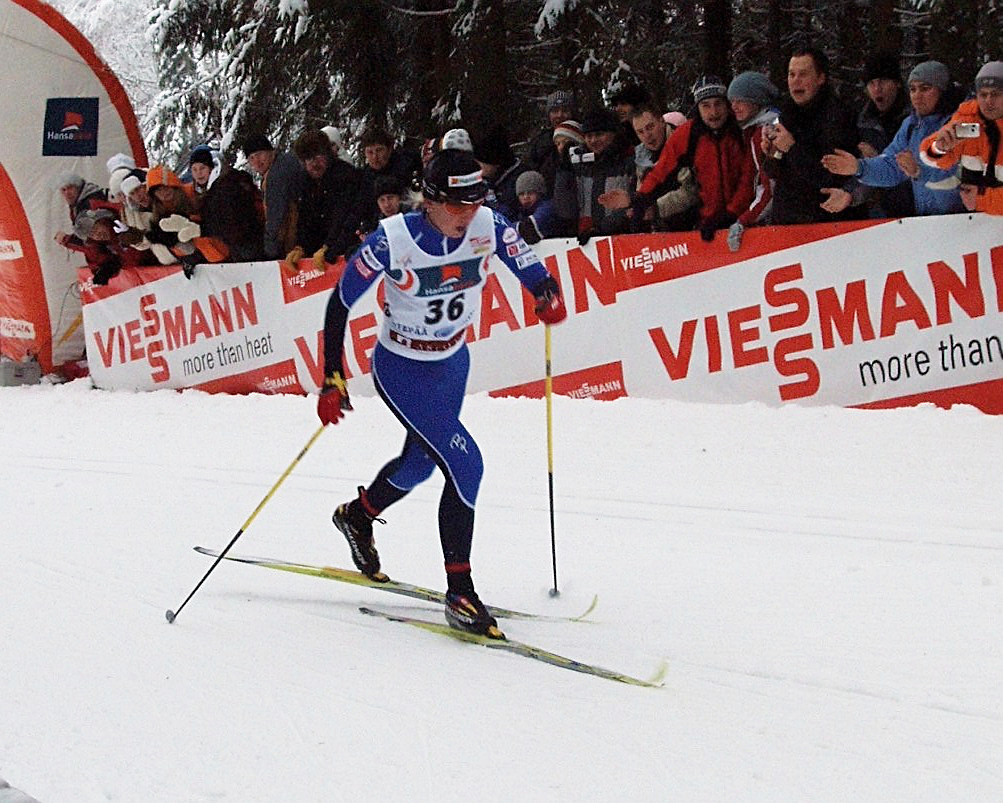
Kristina Šmigun-Vähi, Doppelolympiasiegerin 2006, Silber 2010 im Skilanglauf
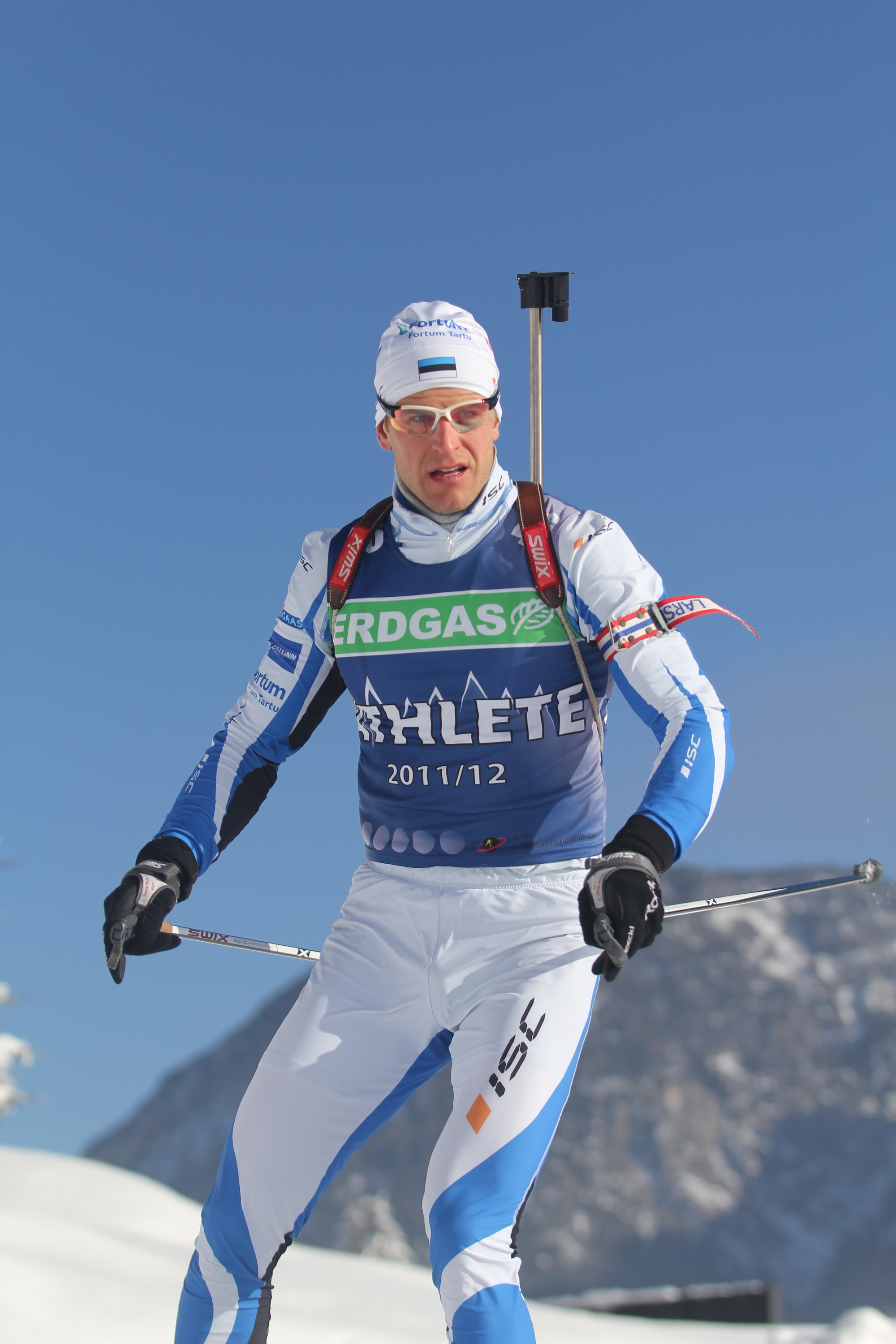
Der Biathlet Roland Lessing, Fahnenträger 2010
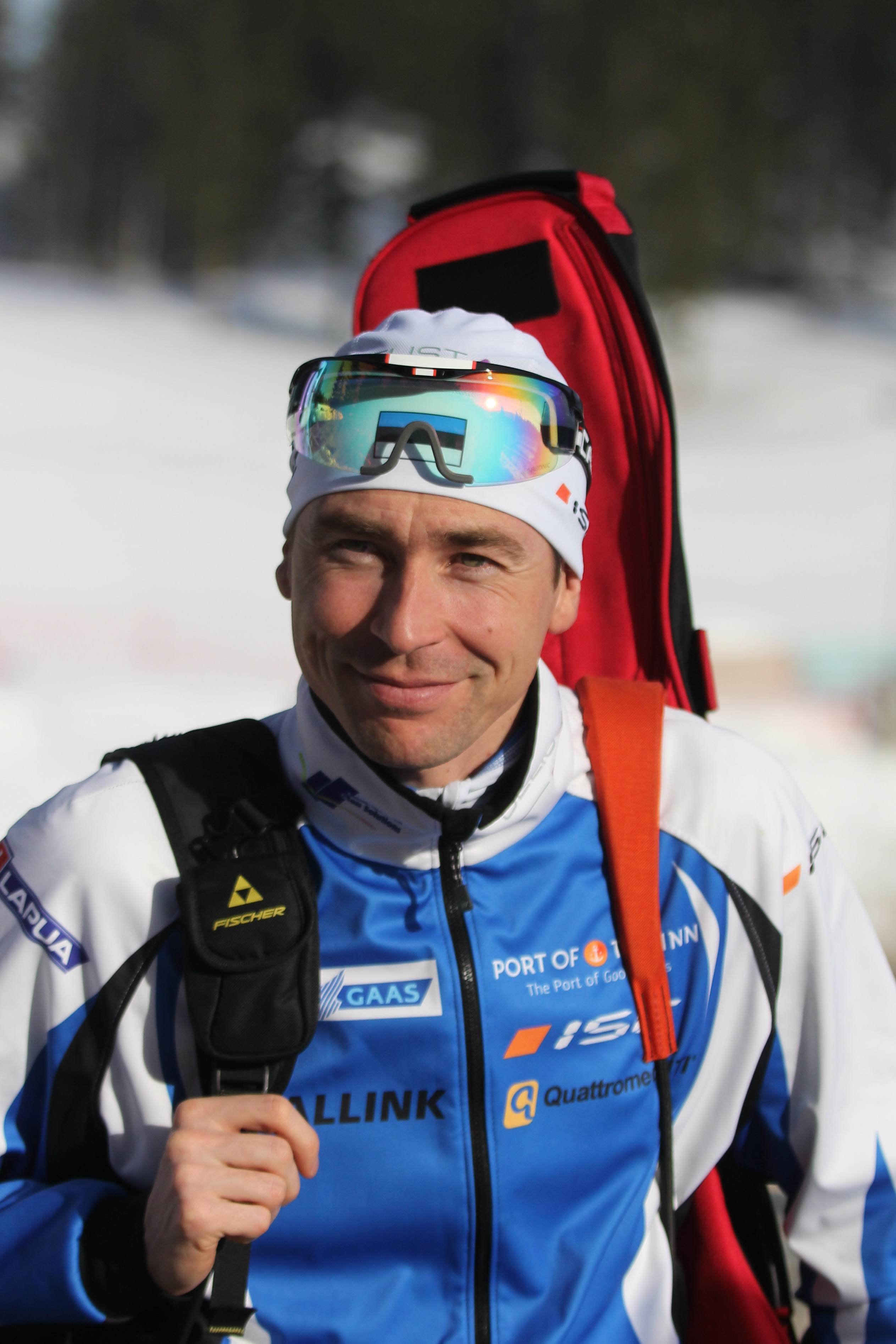
Der Biathlet Indrek Tobreluts, Fahnenträger 2014

### Jugendspiele

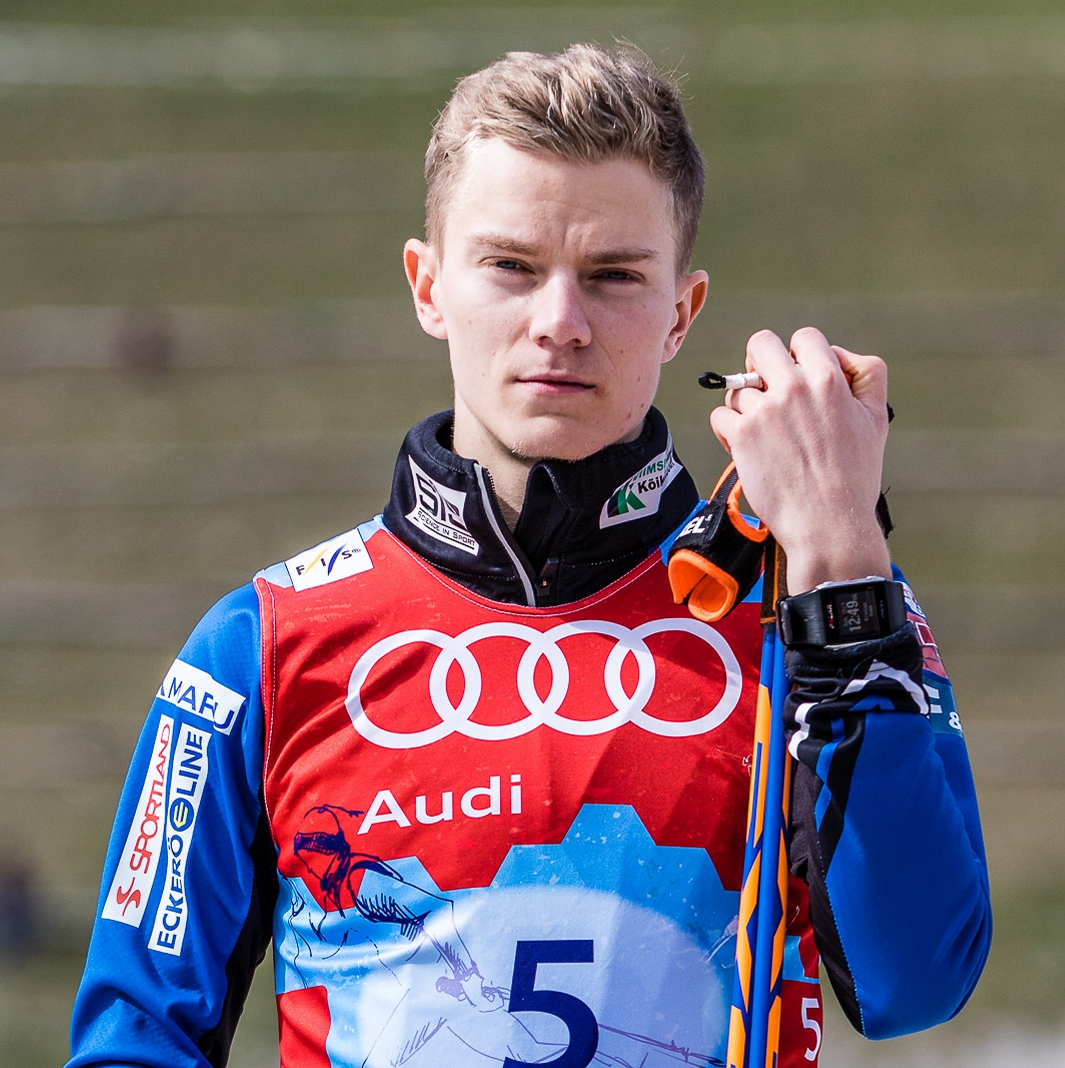
Kristjan Ilves, Nordisch Kombinierer

Acht jugendliche Athleten, vier Jungen und vier Mädchen, nahmen an den ersten Jugend-Sommerspielen 2010 in Singapur teil. Die Teilnehmer traten in den Sportarten Leichtathletik, Judo, Rudern, Segeln und Schwimmen an. Das beste Ergebnis lieferte die Weitspringerin Kaia Soosaar mit Platz 4.
2014 in Nanjing gingen 17 Jugendliche, sieben Jungen und zehn Mädchen, in den Sportarten Leichtathletik, Badminton, Basketball, Radsport, Judo, Segeln und Schwimmen an den Start. Die besten Ergebnisse erreichten diesmal der Kugelstoßer Kert Piirimäe mit Platz 5 sowie der Schwimmer Daniel Zaitsev mit Platz 7 über 50 Meter Schmetterling. Das Basketballteam der Mädchen belegte Platz 4 der Gruppenphase. Gegen das deutsche Team unterlag man mit 14:17.
Bei den ersten Jugend-Winterspielen 2012 in Innsbruck nahmen 17 Jugendliche, neun Jungen und acht Mädchen, teil. Sie traten in den Sportarten Biathlon, Skilanglauf, alpiner Skisport, Curling, Eiskunstlauf, Nordische Kombination und Skispringen an. Mit zwei Silbermedaillen war der Biathlet Rene Zahkna der erfolgreichste estnische Teilnehmer. Er gewann die Medaillen im Sprint und in der Verfolgung. Im Skilanglauf wurde Andreas Veerpalu, der Sohn des Olympiasiegers Andrus Veerpalu, Achter über 10 Kilometer klassisch. Auch mit der gemischten Staffel erreichte er Platz 8. Die estnische Curlingmannschaft belegte den letzten Gruppenplatz. Gegen die Schweiz unterlag man mit 1:12. Die Eiskunstläuferin Sindra Kriisa wurde mit der gemischten Mannschaft Vierte. In der Nordischen Kombination belegte Kristjan Ilves Platz 7 der Einzelwertung.
Auch 2016 in Lillehammer nahmen 17 Jugendliche teil, diesmal zehn Jungen und sieben Mädchen. Sie traten in den Sportarten Biathlon, Skilanglauf, alpiner Skisport, Curling, Eiskunstlauf, Nordische Kombination, Eisschnelllauf und Skispringen an. Der Biathlet Robert Heldna belegte Platz 5 im Sprint und sorgte damit für das beste Ergebnis.

## Übersicht der Teilnehmer

### Sommerspiele
| Jahr      | Athleten                                                        | Athleten                                                        | Athleten                                                        | Sportarten                                                      | Sportarten                                                      | Sportarten                                                      | Sportarten                                                      | Sportarten                                                      | Sportarten                                                      | Sportarten                                                      | Sportarten                                                      | Sportarten                                                      | Sportarten                                                      | Sportarten                                                      | Sportarten                                                      | Sportarten                                                      | Sportarten                                                      | Sportarten                                                      | Sportarten                                                      | Sportarten                                                      | Sportarten                                                      | Sportarten                                                      | Sportarten                                                      | Sportarten                                                      | Sportarten                                                      | Sportarten                                                      | Medaillen                                                       | Medaillen                                                       | Medaillen                                                       | Medaillen                                                       | Rang                                                            |
| Jahr      | ∑                                                               |                                                                 |                                                                 |                                                                 |                                                                 |                                                                 |                                                                 |                                                                 |                                                                 |                                                                 |                                                                 |                                                                 |                                                                 |                                                                 |                                                                 |                                                                 |                                                                 |                                                                 |                                                                 |                                                                 |                                                                 |                                                                 |                                                                 |                                                                 |                                                                 |                                                                 |                                                                 |                                                                 |                                                                 | Medaillen – Gesamt                                              | Rang                                                            |
| --------- | --------------------------------------------------------------- | --------------------------------------------------------------- | --------------------------------------------------------------- | --------------------------------------------------------------- | --------------------------------------------------------------- | --------------------------------------------------------------- | --------------------------------------------------------------- | --------------------------------------------------------------- | --------------------------------------------------------------- | --------------------------------------------------------------- | --------------------------------------------------------------- | --------------------------------------------------------------- | --------------------------------------------------------------- | --------------------------------------------------------------- | --------------------------------------------------------------- | --------------------------------------------------------------- | --------------------------------------------------------------- | --------------------------------------------------------------- | --------------------------------------------------------------- | --------------------------------------------------------------- | --------------------------------------------------------------- | --------------------------------------------------------------- | --------------------------------------------------------------- | --------------------------------------------------------------- | --------------------------------------------------------------- | --------------------------------------------------------------- | --------------------------------------------------------------- | --------------------------------------------------------------- | --------------------------------------------------------------- | --------------------------------------------------------------- | --------------------------------------------------------------- |
| 1896–1908 | nicht teilgenommen                                              | nicht teilgenommen                                              | nicht teilgenommen                                              | nicht teilgenommen                                              | nicht teilgenommen                                              | nicht teilgenommen                                              | nicht teilgenommen                                              | nicht teilgenommen                                              | nicht teilgenommen                                              | nicht teilgenommen                                              | nicht teilgenommen                                              | nicht teilgenommen                                              | nicht teilgenommen                                              | nicht teilgenommen                                              | nicht teilgenommen                                              | nicht teilgenommen                                              | nicht teilgenommen                                              | nicht teilgenommen                                              | nicht teilgenommen                                              | nicht teilgenommen                                              | nicht teilgenommen                                              | nicht teilgenommen                                              | nicht teilgenommen                                              | nicht teilgenommen                                              | nicht teilgenommen                                              | nicht teilgenommen                                              | nicht teilgenommen                                              | nicht teilgenommen                                              | nicht teilgenommen                                              | nicht teilgenommen                                              | nicht teilgenommen                                              |
| 1912      | Teilnahme in der Olympiamannschaft des russischen Kaiserreiches | Teilnahme in der Olympiamannschaft des russischen Kaiserreiches | Teilnahme in der Olympiamannschaft des russischen Kaiserreiches | Teilnahme in der Olympiamannschaft des russischen Kaiserreiches | Teilnahme in der Olympiamannschaft des russischen Kaiserreiches | Teilnahme in der Olympiamannschaft des russischen Kaiserreiches | Teilnahme in der Olympiamannschaft des russischen Kaiserreiches | Teilnahme in der Olympiamannschaft des russischen Kaiserreiches | Teilnahme in der Olympiamannschaft des russischen Kaiserreiches | Teilnahme in der Olympiamannschaft des russischen Kaiserreiches | Teilnahme in der Olympiamannschaft des russischen Kaiserreiches | Teilnahme in der Olympiamannschaft des russischen Kaiserreiches | Teilnahme in der Olympiamannschaft des russischen Kaiserreiches | Teilnahme in der Olympiamannschaft des russischen Kaiserreiches | Teilnahme in der Olympiamannschaft des russischen Kaiserreiches | Teilnahme in der Olympiamannschaft des russischen Kaiserreiches | Teilnahme in der Olympiamannschaft des russischen Kaiserreiches | Teilnahme in der Olympiamannschaft des russischen Kaiserreiches | Teilnahme in der Olympiamannschaft des russischen Kaiserreiches | Teilnahme in der Olympiamannschaft des russischen Kaiserreiches | Teilnahme in der Olympiamannschaft des russischen Kaiserreiches | Teilnahme in der Olympiamannschaft des russischen Kaiserreiches | Teilnahme in der Olympiamannschaft des russischen Kaiserreiches | Teilnahme in der Olympiamannschaft des russischen Kaiserreiches | Teilnahme in der Olympiamannschaft des russischen Kaiserreiches | Teilnahme in der Olympiamannschaft des russischen Kaiserreiches | Teilnahme in der Olympiamannschaft des russischen Kaiserreiches | Teilnahme in der Olympiamannschaft des russischen Kaiserreiches | Teilnahme in der Olympiamannschaft des russischen Kaiserreiches | Teilnahme in der Olympiamannschaft des russischen Kaiserreiches | Teilnahme in der Olympiamannschaft des russischen Kaiserreiches |
| 1920      | 14                                                              | 14                                                              | 0                                                               |                                                                 |                                                                 |                                                                 |                                                                 |                                                                 |                                                                 |                                                                 | 3                                                               |                                                                 |                                                                 | 7                                                               |                                                                 |                                                                 |                                                                 |                                                                 | 4                                                               |                                                                 |                                                                 |                                                                 |                                                                 |                                                                 |                                                                 |                                                                 | 1                                                               | 2                                                               |                                                                 | 3                                                               | 14                                                              |
| 1924      | 37                                                              | 37                                                              | 0                                                               |                                                                 |                                                                 |                                                                 |                                                                 | 1                                                               |                                                                 | 11                                                              | 8                                                               |                                                                 |                                                                 | 10                                                              |                                                                 |                                                                 |                                                                 |                                                                 | 7                                                               |                                                                 |                                                                 |                                                                 |                                                                 |                                                                 |                                                                 |                                                                 | 1                                                               | 1                                                               | 4                                                               | 6                                                               | 17                                                              |
| 1928      | 20                                                              | 20                                                              | 0                                                               |                                                                 |                                                                 |                                                                 |                                                                 | 1                                                               |                                                                 |                                                                 | 4                                                               |                                                                 |                                                                 | 4                                                               |                                                                 |                                                                 |                                                                 |                                                                 | 6                                                               |                                                                 |                                                                 |                                                                 | 5                                                               |                                                                 |                                                                 |                                                                 | 2                                                               | 1                                                               | 2                                                               | 5                                                               | 16                                                              |
| 1932      | 2                                                               | 2                                                               | 0                                                               |                                                                 |                                                                 |                                                                 |                                                                 |                                                                 |                                                                 |                                                                 |                                                                 |                                                                 |                                                                 | 1                                                               |                                                                 |                                                                 |                                                                 |                                                                 | 1                                                               |                                                                 |                                                                 |                                                                 |                                                                 |                                                                 |                                                                 |                                                                 |                                                                 |                                                                 |                                                                 |                                                                 |                                                                 |
| 1936      | 33                                                              | 33                                                              | 0                                                               | 8                                                               |                                                                 |                                                                 |                                                                 | 2                                                               |                                                                 |                                                                 | 4                                                               |                                                                 |                                                                 | 7                                                               |                                                                 |                                                                 |                                                                 |                                                                 | 8                                                               | 1                                                               |                                                                 | 2                                                               | 1                                                               |                                                                 |                                                                 |                                                                 | 2                                                               | 2                                                               | 3                                                               | 7                                                               | 13                                                              |
| 1948–1988 | Teilnahme in den Olympiamannschaften der ehemaligen Sowjetunion | Teilnahme in den Olympiamannschaften der ehemaligen Sowjetunion | Teilnahme in den Olympiamannschaften der ehemaligen Sowjetunion | Teilnahme in den Olympiamannschaften der ehemaligen Sowjetunion | Teilnahme in den Olympiamannschaften der ehemaligen Sowjetunion | Teilnahme in den Olympiamannschaften der ehemaligen Sowjetunion | Teilnahme in den Olympiamannschaften der ehemaligen Sowjetunion | Teilnahme in den Olympiamannschaften der ehemaligen Sowjetunion | Teilnahme in den Olympiamannschaften der ehemaligen Sowjetunion | Teilnahme in den Olympiamannschaften der ehemaligen Sowjetunion | Teilnahme in den Olympiamannschaften der ehemaligen Sowjetunion | Teilnahme in den Olympiamannschaften der ehemaligen Sowjetunion | Teilnahme in den Olympiamannschaften der ehemaligen Sowjetunion | Teilnahme in den Olympiamannschaften der ehemaligen Sowjetunion | Teilnahme in den Olympiamannschaften der ehemaligen Sowjetunion | Teilnahme in den Olympiamannschaften der ehemaligen Sowjetunion | Teilnahme in den Olympiamannschaften der ehemaligen Sowjetunion | Teilnahme in den Olympiamannschaften der ehemaligen Sowjetunion | Teilnahme in den Olympiamannschaften der ehemaligen Sowjetunion | Teilnahme in den Olympiamannschaften der ehemaligen Sowjetunion | Teilnahme in den Olympiamannschaften der ehemaligen Sowjetunion | Teilnahme in den Olympiamannschaften der ehemaligen Sowjetunion | Teilnahme in den Olympiamannschaften der ehemaligen Sowjetunion | Teilnahme in den Olympiamannschaften der ehemaligen Sowjetunion | Teilnahme in den Olympiamannschaften der ehemaligen Sowjetunion | Teilnahme in den Olympiamannschaften der ehemaligen Sowjetunion | Teilnahme in den Olympiamannschaften der ehemaligen Sowjetunion | Teilnahme in den Olympiamannschaften der ehemaligen Sowjetunion | Teilnahme in den Olympiamannschaften der ehemaligen Sowjetunion | Teilnahme in den Olympiamannschaften der ehemaligen Sowjetunion | Teilnahme in den Olympiamannschaften der ehemaligen Sowjetunion |
| 1992      | 37                                                              | 33                                                              | 4                                                               |                                                                 |                                                                 |                                                                 | 1                                                               |                                                                 | 2                                                               |                                                                 |                                                                 | 1                                                               | 1                                                               | 5                                                               | 1                                                               | 3                                                               |                                                                 |                                                                 | 4                                                               | 7                                                               | 3                                                               | 4                                                               | 4                                                               |                                                                 | 1                                                               |                                                                 | 1                                                               |                                                                 | 1                                                               | 2                                                               | 34                                                              |
| 1996      | 43                                                              | 35                                                              | 8                                                               |                                                                 |                                                                 | 2                                                               | 1                                                               |                                                                 | 6                                                               |                                                                 |                                                                 | 1                                                               | 1                                                               | 12                                                              | 1                                                               | 7                                                               |                                                                 |                                                                 | 4                                                               | 1                                                               | 2                                                               | 1                                                               | 4                                                               |                                                                 |                                                                 |                                                                 |                                                                 |                                                                 |                                                                 |                                                                 |                                                                 |
| 2000      | 33                                                              | 31                                                              | 2                                                               |                                                                 |                                                                 |                                                                 |                                                                 |                                                                 | 4                                                               |                                                                 |                                                                 | 2                                                               | 1                                                               | 5                                                               | 1                                                               | 5                                                               |                                                                 |                                                                 | 3                                                               | 3                                                               | 1                                                               | 4                                                               | 4                                                               |                                                                 |                                                                 |                                                                 | 1                                                               |                                                                 | 2                                                               | 3                                                               | 47                                                              |
| 2004      | 42                                                              | 31                                                              | 11                                                              |                                                                 |                                                                 |                                                                 |                                                                 |                                                                 |                                                                 |                                                                 |                                                                 | 2                                                               |                                                                 | 15                                                              |                                                                 | 6                                                               |                                                                 |                                                                 | 1                                                               | 7                                                               | 1                                                               | 6                                                               | 1                                                               | 2                                                               |                                                                 | 1                                                               |                                                                 | 1                                                               | 2                                                               | 3                                                               | 64                                                              |
| 2008      | 47                                                              | 34                                                              | 13                                                              |                                                                 |                                                                 | 2                                                               |                                                                 |                                                                 | 1                                                               |                                                                 |                                                                 | 1                                                               |                                                                 | 14                                                              |                                                                 | 4                                                               |                                                                 | 1                                                               |                                                                 | 7                                                               | 1                                                               | 9                                                               | 2                                                               | 2                                                               | 2                                                               | 1                                                               | 1                                                               | 1                                                               |                                                                 | 2                                                               | 46                                                              |
| 2012      | 32                                                              | 23                                                              | 9                                                               |                                                                 |                                                                 |                                                                 | 1                                                               |                                                                 | 1                                                               |                                                                 |                                                                 | 1                                                               |                                                                 | 10                                                              |                                                                 | 2                                                               |                                                                 |                                                                 | 2                                                               | 6                                                               | 1                                                               | 2                                                               | 5                                                               |                                                                 | 1                                                               |                                                                 |                                                                 | 1                                                               | 1                                                               | 2                                                               | 63                                                              |
| 2016      | 46                                                              | 28                                                              | 18                                                              |                                                                 |                                                                 |                                                                 | 1                                                               |                                                                 | 5                                                               |                                                                 | 1                                                               | 1                                                               |                                                                 | 18                                                              |                                                                 | 2                                                               |                                                                 |                                                                 | 5                                                               | 4                                                               | 1                                                               | 2                                                               | 5                                                               |                                                                 | 2                                                               | 1                                                               |                                                                 |                                                                 | 1                                                               | 1                                                               | 78                                                              |
| 2020      | 33                                                              | 19                                                              | 14                                                              | 2                                                               |                                                                 |                                                                 | 1                                                               |                                                                 | 4                                                               |                                                                 |                                                                 | 1                                                               |                                                                 | 7                                                               |                                                                 | 3                                                               | 1                                                               |                                                                 | 2                                                               | 4                                                               | 1                                                               | 3                                                               | 2                                                               | 1                                                               |                                                                 | 1                                                               | 1                                                               |                                                                 | 1                                                               | 2                                                               | 59                                                              |
| 2024      | 24                                                              | 16                                                              | 8                                                               | 1                                                               |                                                                 |                                                                 | 1                                                               |                                                                 | 1                                                               |                                                                 | 1                                                               | 1                                                               |                                                                 | 5                                                               |                                                                 | 2                                                               | 1                                                               |                                                                 | 1                                                               | 4                                                               | 2                                                               | 2                                                               | 2                                                               |                                                                 |                                                                 |                                                                 |                                                                 |                                                                 |                                                                 |                                                                 |                                                                 |
| Gesamt    | Gesamt                                                          | Gesamt                                                          | Gesamt                                                          | Gesamt                                                          | Gesamt                                                          | Gesamt                                                          | Gesamt                                                          | Gesamt                                                          | Gesamt                                                          | Gesamt                                                          | Gesamt                                                          | Gesamt                                                          | Gesamt                                                          | Gesamt                                                          | Gesamt                                                          | Gesamt                                                          | Gesamt                                                          | Gesamt                                                          | Gesamt                                                          | Gesamt                                                          | Gesamt                                                          | Gesamt                                                          | Gesamt                                                          | Gesamt                                                          | Gesamt                                                          | Gesamt                                                          | 10                                                              | 9                                                               | 17                                                              | 34                                                              | 52                                                              |

### Winterspiele
| Jahr      | Athleten                                                        | Athleten                                                        | Athleten                                                        | Sportarten                                                      | Sportarten                                                      | Sportarten                                                      | Sportarten                                                      | Sportarten                                                      | Sportarten                                                      | Sportarten                                                      | Sportarten                                                      | Medaillen                                                       | Medaillen                                                       | Medaillen                                                       | Medaillen                                                       | Rang                                                            |
| Jahr      | ∑                                                               |                                                                 |                                                                 |                                                                 |                                                                 |                                                                 |                                                                 |                                                                 |                                                                 |                                                                 |                                                                 |                                                                 |                                                                 |                                                                 | Medaillen – Gesamt                                              | Rang                                                            |
| --------- | --------------------------------------------------------------- | --------------------------------------------------------------- | --------------------------------------------------------------- | --------------------------------------------------------------- | --------------------------------------------------------------- | --------------------------------------------------------------- | --------------------------------------------------------------- | --------------------------------------------------------------- | --------------------------------------------------------------- | --------------------------------------------------------------- | --------------------------------------------------------------- | --------------------------------------------------------------- | --------------------------------------------------------------- | --------------------------------------------------------------- | --------------------------------------------------------------- | --------------------------------------------------------------- |
| 1924      | nicht teilgenommen                                              | nicht teilgenommen                                              | nicht teilgenommen                                              | nicht teilgenommen                                              | nicht teilgenommen                                              | nicht teilgenommen                                              | nicht teilgenommen                                              | nicht teilgenommen                                              | nicht teilgenommen                                              | nicht teilgenommen                                              | nicht teilgenommen                                              | nicht teilgenommen                                              | nicht teilgenommen                                              | nicht teilgenommen                                              | nicht teilgenommen                                              | nicht teilgenommen                                              |
| 1928      | 2                                                               | 2                                                               | 0                                                               |                                                                 |                                                                 | 2                                                               |                                                                 |                                                                 |                                                                 |                                                                 |                                                                 |                                                                 |                                                                 |                                                                 |                                                                 |                                                                 |
| 1932      | nicht teilgenommen                                              | nicht teilgenommen                                              | nicht teilgenommen                                              | nicht teilgenommen                                              | nicht teilgenommen                                              | nicht teilgenommen                                              | nicht teilgenommen                                              | nicht teilgenommen                                              | nicht teilgenommen                                              | nicht teilgenommen                                              | nicht teilgenommen                                              | nicht teilgenommen                                              | nicht teilgenommen                                              | nicht teilgenommen                                              | nicht teilgenommen                                              | nicht teilgenommen                                              |
| 1936      | 5                                                               | 3                                                               | 2                                                               |                                                                 | 2                                                               | 1                                                               |                                                                 |                                                                 | 1                                                               | 1                                                               |                                                                 |                                                                 |                                                                 |                                                                 |                                                                 |                                                                 |
| 1948–1988 | Teilnahme in den Olympiamannschaften der ehemaligen Sowjetunion | Teilnahme in den Olympiamannschaften der ehemaligen Sowjetunion | Teilnahme in den Olympiamannschaften der ehemaligen Sowjetunion | Teilnahme in den Olympiamannschaften der ehemaligen Sowjetunion | Teilnahme in den Olympiamannschaften der ehemaligen Sowjetunion | Teilnahme in den Olympiamannschaften der ehemaligen Sowjetunion | Teilnahme in den Olympiamannschaften der ehemaligen Sowjetunion | Teilnahme in den Olympiamannschaften der ehemaligen Sowjetunion | Teilnahme in den Olympiamannschaften der ehemaligen Sowjetunion | Teilnahme in den Olympiamannschaften der ehemaligen Sowjetunion | Teilnahme in den Olympiamannschaften der ehemaligen Sowjetunion | Teilnahme in den Olympiamannschaften der ehemaligen Sowjetunion | Teilnahme in den Olympiamannschaften der ehemaligen Sowjetunion | Teilnahme in den Olympiamannschaften der ehemaligen Sowjetunion | Teilnahme in den Olympiamannschaften der ehemaligen Sowjetunion | Teilnahme in den Olympiamannschaften der ehemaligen Sowjetunion |
| 1992      | 19                                                              | 14                                                              | 5                                                               | 8                                                               | 1                                                               |                                                                 | 4                                                               |                                                                 |                                                                 | 6                                                               |                                                                 |                                                                 |                                                                 |                                                                 |                                                                 |                                                                 |
| 1994      | 26                                                              | 17                                                              | 9                                                               | 9                                                               | 1                                                               |                                                                 | 4                                                               | 1                                                               | 1                                                               | 10                                                              |                                                                 |                                                                 |                                                                 |                                                                 |                                                                 |                                                                 |
| 1998      | 20                                                              | 15                                                              | 5                                                               | 4                                                               | 1                                                               |                                                                 | 4                                                               | 2                                                               |                                                                 | 9                                                               |                                                                 |                                                                 |                                                                 |                                                                 |                                                                 |                                                                 |
| 2002      | 17                                                              | 14                                                              | 3                                                               | 4                                                               | 1                                                               |                                                                 | 2                                                               |                                                                 |                                                                 | 10                                                              | 3                                                               | 1                                                               | 1                                                               | 1                                                               | 3                                                               | 17                                                              |
| 2006      | 26                                                              | 17                                                              | 9                                                               | 6                                                               | 3                                                               |                                                                 | 1                                                               |                                                                 | 2                                                               | 12                                                              | 2                                                               | 3                                                               |                                                                 |                                                                 | 3                                                               | 12                                                              |
| 2010      | 30                                                              | 18                                                              | 12                                                              | 9                                                               | 5                                                               |                                                                 |                                                                 |                                                                 | 2                                                               | 14                                                              |                                                                 |                                                                 | 1                                                               |                                                                 | 1                                                               | 25                                                              |
| 2014      | 25                                                              | 18                                                              | 7                                                               | 9                                                               | 2                                                               |                                                                 | 3                                                               |                                                                 | 2                                                               | 7                                                               | 2                                                               |                                                                 |                                                                 |                                                                 |                                                                 |                                                                 |
| 2018      | 22                                                              | 17                                                              | 5                                                               | 6                                                               |                                                                 | 2                                                               | 2                                                               |                                                                 | 2                                                               | 6                                                               | 3                                                               |                                                                 |                                                                 |                                                                 |                                                                 |                                                                 |
| 2022      | 26                                                              | 14                                                              | 12                                                              | 8                                                               | 2                                                               | 2                                                               | 1                                                               |                                                                 | 2                                                               | 9                                                               | 2                                                               |                                                                 |                                                                 | 1                                                               | 1                                                               | 27                                                              |
| Gesamt    | Gesamt                                                          | Gesamt                                                          | Gesamt                                                          | Gesamt                                                          | Gesamt                                                          | Gesamt                                                          | Gesamt                                                          | Gesamt                                                          | Gesamt                                                          | Gesamt                                                          | Gesamt                                                          | 4                                                               | 2                                                               | 2                                                               | 8                                                               |                                                                 |

## Liste der Medaillengewinner

### Sommerspiele

#### Goldmedaillen
| Name                                                    | Spiele         | Sportart       | Disziplin                         | Anmerkung                            |
| ------------------------------------------------------- | -------------- | -------------- | --------------------------------- | ------------------------------------ |
| Alfred Neuland                                          | 1920 Antwerpen | Gewichtheben   | Leichtgewicht                     | erster Olympiasieg bei Sommerspielen |
| Eduard Pütsep                                           | 1924 Paris     | Ringen         | Bantamgewicht, griechisch-römisch |                                      |
| Voldemar Väli                                           | 1928 Amsterdam | Ringen         | Federgewicht, griechisch-römisch  |                                      |
| Osvald Käpp                                             | 1928 Amsterdam | Ringen         | Leichtgewicht, Freistil           |                                      |
| Kristjan Palusalu                                       | 1936 Berlin    | Ringen         | Schwergewicht, griechisch-römisch |                                      |
| Kristjan Palusalu                                       | 1936 Berlin    | Ringen         | Schwergewicht, Freistil           |                                      |
| Erika Salumäe                                           | 1992 Barcelona | Radsport       | Sprint                            |                                      |
| Erki Nool                                               | 2000 Sydney    | Leichtathletik | Zehnkampf                         |                                      |
| Gerd Kanter                                             | 2008 Peking    | Leichtathletik | Diskuswurf                        |                                      |
| Julia Beljajeva Irina Embrich Erika Kirpu Katrina Lehis | 2020 Tokio     | Fechten        | Degen Mannschaft Frauen           |                                      |

#### Silbermedaillen
| Name                        | Spiele         | Sportart       | Disziplin                              | Anmerkung                                |
| --------------------------- | -------------- | -------------- | -------------------------------------- | ---------------------------------------- |
| Jüri Lossmann               | 1920 Antwerpen | Leichtathletik | Marathon                               | erster Medaillengewinn bei Sommerspielen |
| Alfred Schmidt              | 1920 Antwerpen | Gewichtheben   | Federgewicht                           |                                          |
| Alfred Neuland              | 1924 Paris     | Gewichtheben   | Mittelgewicht                          |                                          |
| Arnold Luhaäär              | 1928 Amsterdam | Gewichtheben   | Schwergewicht                          |                                          |
| August Neo                  | 1936 Berlin    | Ringen         | Halbschwergewicht, Freistil            |                                          |
| Nikolai Stepulov            | 1936 Berlin    | Boxen          | Leichtgewicht                          |                                          |
| Jüri Jaanson                | 2004 Athen     | Rudern         | Einer                                  |                                          |
| Tõnu Endrekson Leonid Gulov | 2008 Peking    | Rudern         | Doppelzweier                           |                                          |
| Heiki Nabi                  | 2012 London    | Ringen         | Superschwergewicht, griechisch-römisch |                                          |

#### Bronzemedaillen
| Name                                                                              | Spiele              | Sportart       | Disziplin                             | Anmerkung |
| --------------------------------------------------------------------------------- | ------------------- | -------------- | ------------------------------------- | --------- |
| Jaan Kikas                                                                        | 1924 Paris          | Gewichtheben   | Mittelgewicht                         |           |
| Harald Tammer                                                                     | 1924 Paris          | Gewichtheben   | Schwergewicht                         |           |
| Roman Steinberg                                                                   | 1924 Paris          | Ringen         | Mittelgewicht, griechisch-römisch     |           |
| Aleksander Klumberg                                                               | 1924 Paris          | Leichtathletik | Zehnkampf                             |           |
| Albert Kusnets                                                                    | 1928 Amsterdam      | Ringen         | Mittelgewicht, griechisch-römisch     |           |
| Andreas Faehlmann Georg Faehlmann Nikolai Vekšin Eberhard Vogdt William von Wirén | 1928 Amsterdam      | Segeln         | 6-Meter-Klasse                        |           |
| August Neo                                                                        | 1936 Berlin         | Ringen         | Halbschwergewicht, griechisch-römisch |           |
| Voldemar Väli                                                                     | 1936 Berlin         | Ringen         | Leichtgewicht, griechisch-römisch     |           |
| Arnold Luhaäär                                                                    | 1936 Berlin         | Gewichtheben   | Schwergewicht                         |           |
| Tõnu Tõniste Toomas Tõniste                                                       | 1992 Barcelona      | Segeln         | 470er                                 |           |
| Aleksei Budõlin                                                                   | 2000 Sydney         | Judo           | Halbmittelgewicht                     |           |
| Indrek Pertelson                                                                  | 2000 Sydney         | Judo           | Schwergewicht                         |           |
| Indrek Pertelson                                                                  | 2004 Athen          | Judo           | Schwergewicht                         |           |
| Aleksander Tammert                                                                | 2004 Athen          | Leichtathletik | Diskuswurf                            |           |
| Gerd Kanter                                                                       | 2012 London         | Leichtathletik | Diskuswurf                            |           |
| Tõnu Endrekson Andrei Jämsä Allar Raja Kaspar Taimsoo                             | 2016 Rio de Janeiro | Rudern         | Doppelvierer                          |           |
| Katrina Lehis                                                                     | 2020 Tokio          | Fechten        | Degen Einzel Frauen                   |           |

### Winterspiele

#### Goldmedaillen
| Name                 | Spiele              | Sportart    | Disziplin              | Anmerkung                                                |
| -------------------- | ------------------- | ----------- | ---------------------- | -------------------------------------------------------- |
| Andrus Veerpalu      | 2002 Salt Lake City | Skilanglauf | 15 Kilometer klassisch | erster Medaillengewinn und Olympiasieg bei Winterspielen |
| Andrus Veerpalu      | 2006 Turin          | Skilanglauf | 15 Kilometer klassisch |                                                          |
| Kristina Šmigun-Vähi | 2006 Turin          | Skilanglauf | 10 Kilometer klassisch |                                                          |
| Kristina Šmigun-Vähi | 2006 Turin          | Skilanglauf | Verfolgung             |                                                          |

#### Silbermedaillen
| Name                 | Spiele              | Sportart    | Disziplin              | Anmerkung |
| -------------------- | ------------------- | ----------- | ---------------------- | --------- |
| Andrus Veerpalu      | 2002 Salt Lake City | Skilanglauf | 50 Kilometer klassisch |           |
| Kristina Šmigun-Vähi | 2010 Vancouver      | Skilanglauf | 10 Kilometer Freistil  |           |

#### Bronzemedaillen
| Name          | Spiele              | Sportart         | Disziplin              | Anmerkung                                                        |
| ------------- | ------------------- | ---------------- | ---------------------- | ---------------------------------------------------------------- |
| Jaak Mae      | 2002 Salt Lake City | Skilanglauf      | 15 Kilometer klassisch |                                                                  |
| Kelly Sildaru | 2022 Peking         | Freestyle-Skiing | Slopestyle             | erster Medaillengewinn in einer anderen Sportart als Skilanglauf |

## Medaillen nach Sportart

### Sommerspiele
| Sportart       | Gold | Silber | Bronze | Gesamt |
| Ringen         | 5    | 2      | 4      | 11     |
| Leichtathletik | 2    | 1      | 3      | 6      |
| Gewichtheben   | 1    | 3      | 3      | 7      |
| Fechten        | 1    | 0      | 1      | 2      |
| Radsport       | 1    | 0      | 0      | 1      |
| Rudern         | 0    | 2      | 1      | 3      |
| Boxen          | 0    | 1      | 0      | 1      |
| Judo           | 0    | 0      | 3      | 3      |
| Segeln         | 0    | 0      | 2      | 2      |
| Gesamt         | 10   | 9      | 17     | 34     |

### Winterspiele
| Sportart         | Gold | Silber | Bronze | Gesamt |
| Skilanglauf      | 4    | 2      | 1      | 7      |
| Freestyle-Skiing | 0    | 0      | 1      | 1      |
| Gesamt           | 4    | 2      | 2      | 8      |